# 西国三十三所

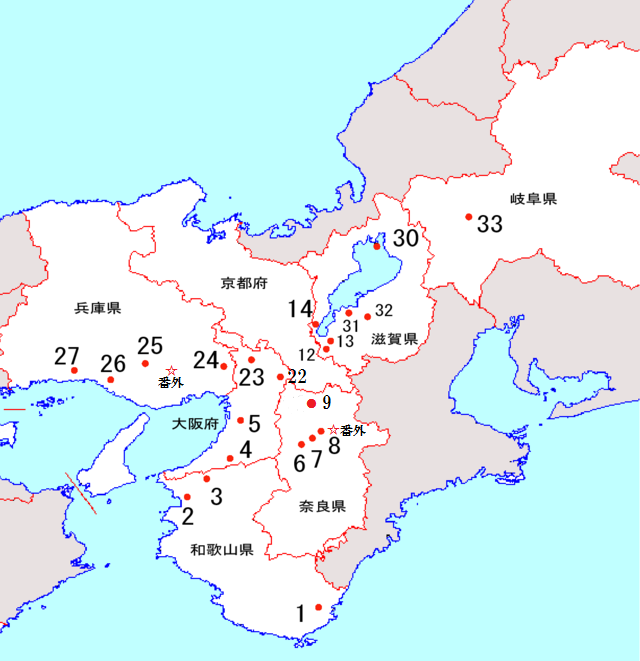
西国三十三所札所（京都府に所在するものを除く）

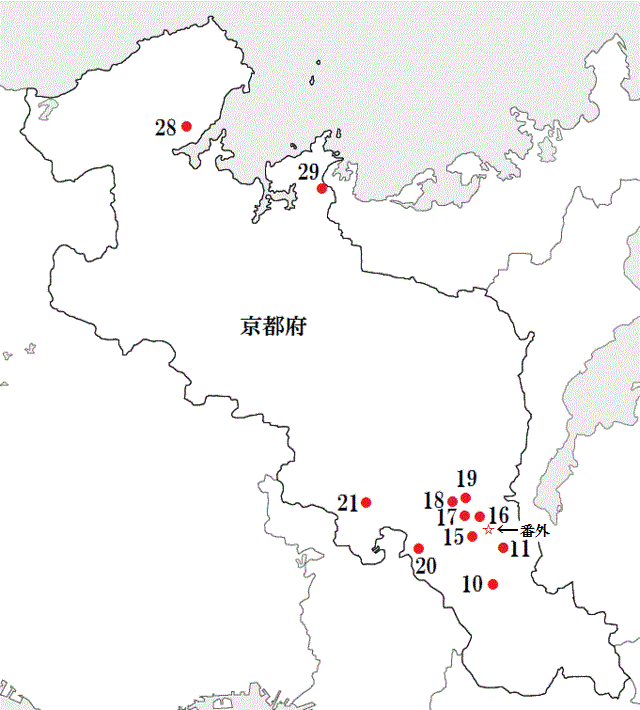
西国三十三所札所（京都府に所在するもの）

西国三十三所（さいごくさんじゅうさんしょ、さいこくさんじゅうさんしょ）は、観音菩薩を祀る近畿地方2府4県と岐阜県の三十三箇所の札所寺院と三箇所の番外寺院からなる観音霊場である。日本で最も歴史がある巡礼であり、現在も多くの参拝者が訪れている。札所である三十三箇所の寺院が西国三十三所札所会を設立している。
「三十三」とは、『妙法蓮華経観世音菩薩普門品第二十五』（観音経）に説かれる、観世音菩薩が衆生を救うとき33の姿に変化するという信仰に由来し、その功徳に与るために三十三の霊場を巡拝することを意味し、西国三十三所の観音菩薩を巡礼参拝すると、現世で犯したあらゆる罪業が消滅し、極楽往生できるとされる。
平成29年（2017年）一般社団法人日本記念日協会により4月15日が「日本巡礼文化の日」として認定された（認定日は同年3月13日）。
令和元年度（2019年）に選ばれた「日本遺産」（文化庁）の16件の一つに、『1300年つづく日本の終活の旅〜西国三十三所観音巡礼〜』が認定された。

## 成立と歴史

### 伝承
三十三所巡礼の起源については、中山寺の縁起である『中山寺来由記』、華厳寺（三十三番札所）の縁起である『谷汲山根元由来記』などに大略次のように記されている。
養老2年（718年）、大和国の長谷寺の開基である徳道上人が62歳のとき、病のために亡くなるが冥土の入口で閻魔大王に会い、生前の罪業によって地獄へ送られる者があまりにも多いことから、日本にある三十三箇所の観音霊場を巡れば滅罪の功徳があるので、巡礼によって人々を救うように託宣を受けるとともに起請文と三十三の宝印を授かり現世に戻された。そしてこの宝印に従って霊場を定めたとされる。上人と弟子たちはこの三十三所巡礼を人々に説くが世間の信用が得られずあまり普及しなかったため、機が熟すのを待つこととし、閻魔大王から授かった宝印を摂津国の中山寺の石櫃に納めた。そして月日がたち、徳道は隠居所の法起院で80歳で示寂し、三十三所巡礼は忘れ去られていった。
徳道上人が中山寺に宝印を納めてから約270年後、花山院（安和元年〈968年〉 - 寛弘5年〈1008年〉）が紀州国の那智山で参籠していた折、熊野権現が姿を現し、徳道上人が定めた三十三の観音霊場を再興するように託宣を授けた。そして中山寺で宝印を探し出し、播磨国圓教寺の性空上人の勧めにより、河内国石川寺（叡福寺）の仏眼上人を先達として三十三所霊場を巡礼したことから、やがて人々に広まっていったという（中山寺の弁光上人を伴ったとする縁起もある）。仏眼が笈摺・納め札などの巡礼方式を定め、花山院が各寺院の御詠歌を作ったといい、現在の三十三所巡礼がここに定められたというのである。

### 開創
しかしながら、札所寺院のうち、善峯寺は法皇没後の長元2年（1029年）創建である。また、花山院とともに札所を巡ったとされる仏眼上人は、石川寺の聖徳太子廟の前に忽然と現れたとされる伝説的な僧で、実在が疑問視されている。以上のことから、三十三所巡礼の始祖を徳道上人、中興を花山院とする伝承は史実ではない。
西国三十三所の前身に相当するものは、院政期の観音信仰の隆盛を前提として、11世紀ごろに成立していた。史料上で確認できる初出は、近江国園城寺（三井寺）の僧の伝記を集成した『寺門高僧記』中の「行尊伝」の「観音霊場三十三所巡礼記」と「覚忠伝」の「応保元年正月三十三所巡礼則記文」である。行尊の巡礼を史実と認めるか否か、異論が存在するが、これに次ぐ覚忠の巡礼は確実に史実と考えられている。行尊と覚忠の巡礼記を比較すると、三十三所の寺院の組み合わせは一致するものの順番が相違し、両者とも三室戸寺で巡礼を終えているが、行尊は一番札所を長谷寺、覚忠は那智山としている。行尊自身はさておき、行尊伝の伝える順番での巡礼が確かに行われていたと見え、栂尾山高山寺に伝わる「観音丗三所日記」（承元5年〈1211年〉）に収められたある覚書は、長谷寺伝の書物に依拠しつつ、行尊伝と同じ順番での巡礼を伝えている。この時期の三十三所の順序や寺院の組み合わせは様々で、何種類もの観音霊場巡礼が併存し、ひとつの寺院がいくつもの観音霊場に数えられていた。
庶民が11か国にもまたがる33の霊場を巡礼することは、中世初めにはきわめて困難である。中世初めにおいては、三十三所すべてを巡る巡礼が主として各種の聖や修行者によって行われていたとはいえ、観音信仰の性格からして、一般俗人を排除することは考えにくいことであり、一国のみ、ないし限られた区間のみを辿る巡礼を重ねて、三十三所に結縁・結願することを願っての巡礼が行われていたと考えられている。

### 西国三十三所の確立
長谷寺は平安時代初期頃から霊験著しい観音霊場寺院として、特に朝廷から崇敬を寄せられただけでなく、摂関期には藤原道長が参詣するなど、重要な観音霊場であった。こうした長谷寺の位置付けゆえに三十三所の一番となったと見られることから、11世紀末頃（1093年 - 1094年頃）と見られる行尊の巡礼が長谷寺から始まることは自然なことと考えられる。しかし、12世紀後半の覚忠の巡礼において、長谷寺から遠く隔たった那智山が第一番となるには大きな変化があったと見なければならず、それには熊野詣の盛行と西国三十三所における熊野那智山の位置という2つの点を見なければならない。
前者の例として挙げられるのは、後鳥羽院の13回、後白河院の27回といった参詣であり、こうした盛行に影響されて三十三所の順路が影響を受けて、12世紀後半には那智山を一番札所とするようになったと考えられている。
後者の西国三十三所における熊野那智山の位置付けであるが、熊野那智山には三十三所の開創や巡礼との関係が多数ある。伝説上の開創を裸形とし、奈良時代以前から特別な聖地であった那智山には、三十三所の伝説上の開創である花山院が寛和2年（986年）に参詣をしたことに由来して、多数の伝承が見られる。それらの伝承には、例えば那智滝で花山院が千日滝籠行を行ったとするほか、滝元千手堂の本尊を花山院に結びつけたり、妙法山に庵や墓所があったとするものが見られ、那智山における花山院伝承は非常に重要である。また、中世には諸国を廻国遊行する廻国巡礼行者が多数いたが、三十三所を巡る三十三度行者なる行者に那智山の住僧が多数なっていただけでなく、その往来手形もまた那智山が管掌するところであったと青岸渡寺伝来の史料は伝えている。こうした点から分かるように、当初摂関期の観音信仰をもとにしていた三十三所は、院政期に熊野詣の盛行の影響下で熊野那智山を一番札所とするようになり、花山院の伝承の喧伝や三十三度行者の活動を通じて、熊野那智山により広められていった。三十三所が固定化し、東国からの俗人も交えて民衆化するのは15世紀半ばを下る時期のことであった。

### 中世三十三所寺院における信仰と巡礼

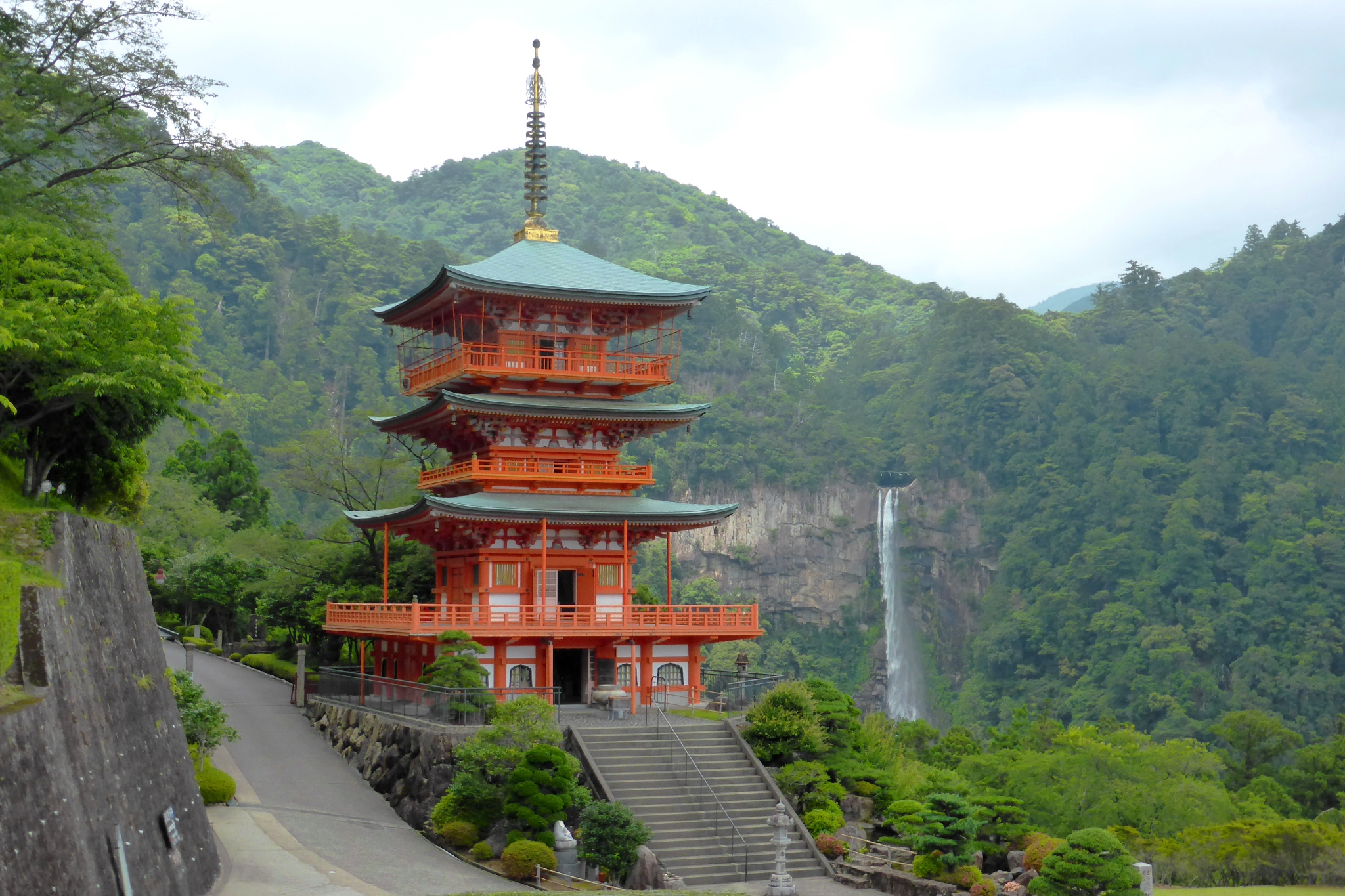
那智山青岸渡寺（三重塔）と那智の滝

西国三十三所に算えられる寺院は、第一番の那智山青岸渡寺から第三十三番の谷汲山華厳寺までに番外三か寺を加えて36あり、その組み合わせは『寺門高僧記』以来、変化が無い。これら36の寺院は、規模をもとに4つに分類される。一つ目は権門寺院に相当する有力寺院であり、興福寺（南円堂、第九番）、醍醐寺（上醍醐准胝堂、第十一番）、石山寺（第十三番）、三井寺（観音堂、第十四番）、泉涌寺（今熊野観音寺、第十五番）、清水寺（第十六番）の6か寺が該当する。これらの寺院のうち、清水寺と石山寺は三十三所に先立つ貴族の観音信仰において対象とされた各寺院の本尊がそのまま三十三所の信仰対象となっているが、他の4か寺では対象となっているのは寺の本尊ではなく、子院の本尊であることから、たまたま庶民信仰を集めた堂舎が三十三所に連なったと見られている。
二つ目は地方の有力寺院で、青岸渡寺（第一番）を始めとして24か寺と、数的に全体の3分の2を占め、三十三所の中心的存在である。これらの寺院は多数の子院を従えた一山寺院であり、数百人、時には千人を越える僧を擁する地方の有力寺院であった。寺院の本尊と三十三所の信仰対象とは多くの場合において一致するが、三十三所巡礼寺院であることは寺の性格全体にとってあまり重要ではなかった。
例えば、一番札所である那智の本尊は今日に至るまで那智滝の本地仏たる千手観音であるが、三十三所としての本尊は如意輪観音である。千手観音とならんで如意輪観音が信仰の対象となるのは、12世紀初めごろと見られ、藤原宗忠の『中右記』にその様子が見える。宗忠は、熊野権現本殿の前に設けられ、参詣者が参籠礼拝する「礼堂」に導かれ、社僧から如意輪験所の由縁を説かれたのち、滝殿とその傍らの千手堂に参詣しており、如意輪堂は古くからの観音霊山内の新たな霊場であった。
三つ目は京都市中の中小寺院で、六波羅蜜寺（第十七番）ほか、行願寺（第十九番）、頂法寺（第十八番）に番外の元慶寺を加えた4か寺が該当する。これらの寺院は平安時代から盛んになった京都近郊の洛中洛外七観音霊場巡礼に由来する寺院である。六波羅蜜寺、行願寺、そして頂法寺は三十三所寺院であるとともに、洛中洛外七観音の一角であり、こうした京都近郊の観音巡礼寺院としての性格は清水寺や石山寺にもあてはまる。こうしたことから、三十三所の成立は、京都近郊の観音巡礼を歴史的前提とし、それらと地方の著名な観音信仰寺院との融合によるものであることが分かる。
四つ目の地方の小規模寺院は番外の菩提寺および法起院の2か寺が該当する。これら寺院はいずれも小規模な寺院であるが、三十三所巡礼の縁起にまつわる寺院であり、三十三所の隆盛とともに花山院の縁起が広く知れ渡り、参詣者を集めるようになったことで番外に加えられた。
各寺院で三十三所を支え、三十三所巡礼を行じた三十三所の担い手は、当初、山伏や前述の三十三度行者のような廻国巡礼行者、熊野比丘尼、各種の勧進聖、一般の僧侶といった宗教者の集団であって、こうした聖に導かれる形で民衆も巡礼を行っていた。こうした宗教者は、各地で勧進を募っては、集めた願物によって堂舎の造営・修造、燈明料の維持にあたっており、勧進聖としての活動を通じて一山の経済を支えていた。とりわけ室町幕府の支配の弛緩する15世紀以後、各地の寺社はかつてのように公権力の保護に依存しえなくなる。かわって、各地の寺社が依存したのが、勧進聖による本願所であった。なかでも、那智山の勧進聖たちは、各地を巡って三十三所の組織化に努めた。青岸渡寺を第一番とし、華厳寺を第三十三番とする順序が史料上に初見されるのは、勧進聖の活動が定着するのと同じ15世紀中頃のことである。さらに勧進聖たちは、巡礼の庶民を対象にした宿所を設けるなど、より多くの巡礼を招き、さらに多くの奉加や散銭を獲得することを目指した。こうした過程を経て、当初、もっぱら修行僧や修験者らのものであった西国三十三所巡礼は、室町時代中期には庶民による巡礼として定着していった。
庶民への勧進活動に当たって三十三所寺院であることが大きな効果を持つことから、一山における勧進聖の経済的役割は大きく、寺院側も堂舎の造営・修造にあたって巡礼からの奉加に期待を寄せていた。そのため、室町時代中期（戦国時代）から中世末期にかけて発された、寺院修覆のための勧進状や縁起では三十三所寺院であることが強調されるとともに、勧進状や縁起を携えて勧進を担った聖の拠点たる子院群が一山を支える状況が生み出された。しかしながら、こうした勧進聖の集団の寺院内における地位は低く、あくまで下僧としてもっぱら扱われたために正式の法会や祭礼に参加することはできなかった。有力とはいえ寺院内の一勢力に過ぎない勧進聖集団にもっぱら支えられていたという事情は、各寺院における三十三所の位置付けを低いものにとどめさせた。三十三所諸寺院の蔵する中世古文書は数千点に達するが、縁起や勧進状の類を除くと、三十三所に関係する古文書の数はわずかに十数通にすぎず、三十三所寺院であることは各寺院の持つ多様な性格の一つに過ぎなかった。

### 近世における庶民化
江戸時代には観音巡礼が広まり、関東の坂東三十三観音や秩父三十四箇所と併せて日本百観音と言われるようになり、江戸時代初期からは「巡礼講」が各地で組まれ団体の巡礼が盛んに行われた。地域などから依頼を受けて三十三所を33回巡礼することで満願となる「三十三度行者」と呼ばれる職業的な巡礼者もいた。これら巡礼講や三十三度行者の満願を供養した石碑である「満願供養塔」は日本各地に残っている。江戸からの巡礼者は、まず伊勢神宮に参拝した後で第一番の青岸渡寺へ向かい、途中高野山・比叡山などにも参拝しつつ、結願の33番谷汲山を目指した。そして帰途にお礼参りとして信濃善光寺を参拝するのが通例となっていた。三十三所で巡礼を終わらせずに別の寺院にも参拝している理由としては、江戸からの行程の途中に善光寺があること、観音の本地が善光寺阿弥陀如来とされたことなどが指摘されている。一方、お礼参り（＝巡礼の終了）の善光寺を敢えてしない巡礼者もいた。「巡礼の終わりは死に急ぐ」という俗信に依ってだという。
近世には、幕藩体制が整えられて社会が安定し、寺社の経済的再建が進むにつれ、本願への抑圧と寺社運営からの排除が進んだ。こうした排除は、例えば那智山では、延享元年（1744年）の裁許状をもって本願所から造営修理権・勧進権が剥奪されるまでに至った。しかし、本願所によって募られていた庶民の奉加と散銭は、寺社の造営に依然として欠かせないものであった。例えば、勧進活動に替わるものとしての本尊開帳も享保年間（1716年 - 1735年）には、幕府により、寺社焼失のような例外を除いて33年に1度のみとする規制が加えられた。そこで寺社の側では、いっそう増加する庶民巡礼から奉加・散銭を得るべく、寺院全体を三十三所の巡礼寺院として宣伝した。
巡礼者側も三十三所に加え、坂東三十三観音や現在では新西国三十三箇所観音霊場に入っている別の観音霊場を参拝することもあった。例えば文化年間に西国巡礼を行った益子広三郎は、伊勢神宮→1番青岸渡寺→（現在の新西国5番）道成寺→得生寺→2番紀三井寺…という順序で巡礼しており、四国の金毘羅宮などの何の関係のない神社まで参拝しているという。益子の場合、帰途には坂東18番の日光山まで参拝している。これは、観光旅行が自由にできなかった江戸期においても、伊勢参りや霊場参拝を理由とすれば、比較的容易に通行手形を得ることができたため、金銭や時間に比較的余裕がある場合は、できるだけ多くの寺社を参拝し、札所も熊野那智や奈良・京都、天橋立など各地の名所に立ち寄れるような場所に配置されているため、観光旅行を兼ねていた面もある。

## 巡礼

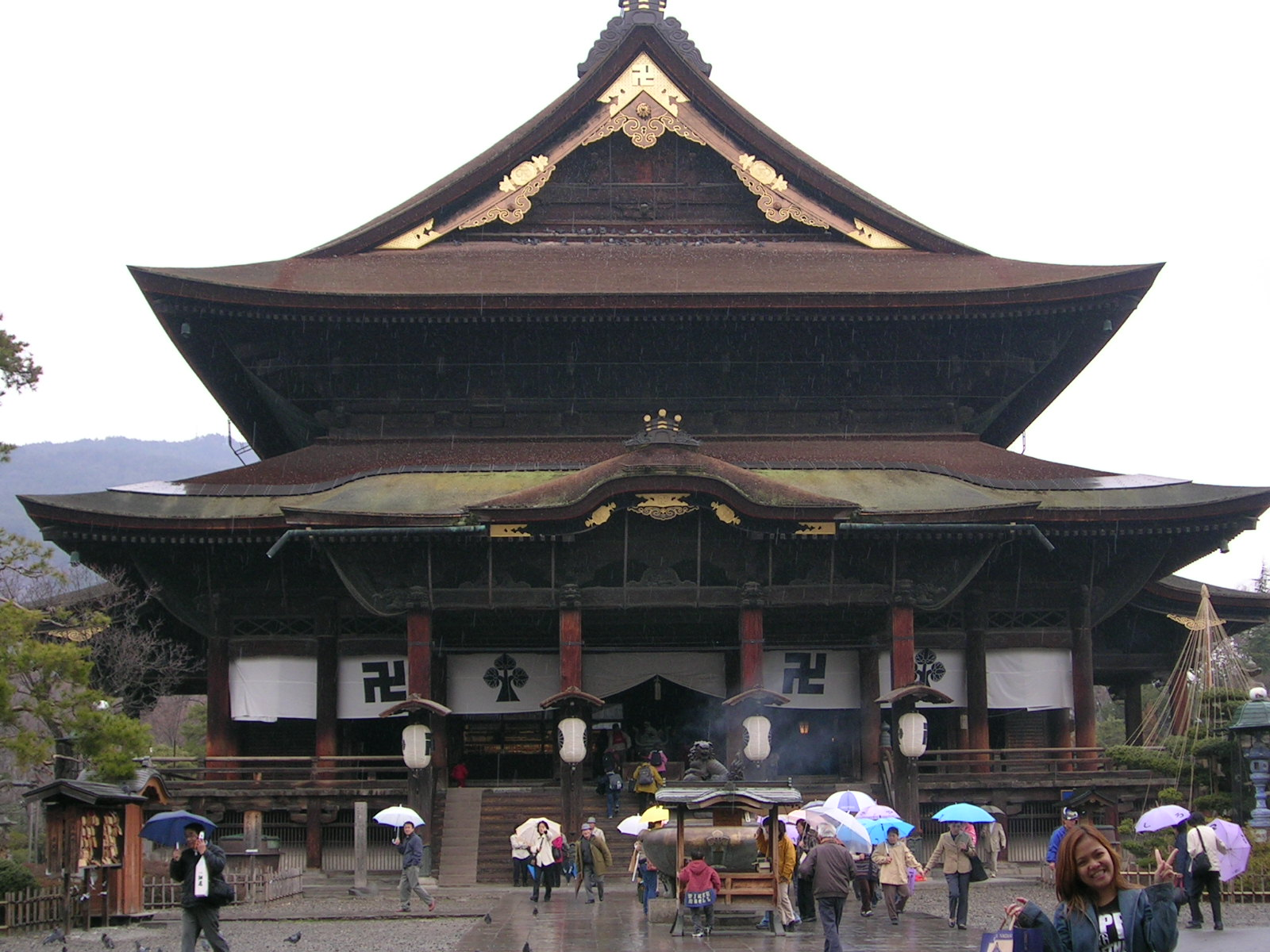
善光寺（長野県長野市）

霊場は一般的に「札所」という。かつての巡礼者が本尊である観音菩薩との結縁を願って、氏名や生国を記した木製や銅製の札を寺院の堂に打ち付けていたことに由来する。札所では参拝の後、写経とお布施として納経料を納め、納経帳に宝印の印影を授かる。写経の代わりに納経札を納める巡礼者もいる。その納経札は白地に黒印刷の紙製の白札のみであったが、現在は四国八十八箇所に模して同じ規定で色札を使用する者が出てきた。
巡礼の道中に、開基である徳道上人や再興させた花山院のゆかりの寺院が番外霊場として3か所含まれている。新西国三十三箇所観音霊場に入っている、三十三所ではない観音を祀る寺に参拝する人もいる。
第一番から第三十三番までの巡礼道は約1,000kmであり四国八十八箇所の遍路道約1,400kmと比較すれば短いが、京都市内をのぞいて札所間の距離が長いため、現在では全行程を歩き巡礼する人はとても少なく、自家用車や公共交通機関を利用する人がほとんどである。1935年3月から1か月間「西国三十三ヶ所札所連合会」が阪急電鉄とタイアップして「観音霊場西国三十三ヶ所阪急沿線出開扉」を開催した。これには33日間で40万人以上が訪れたと言われている。
現在でも鉄道会社やバス会社によって多くの巡礼ツアーが組まれており利用者も多い。ただし、ツアーによって林道しか通じていない山上の寺院に行く場合、山麓の駐車場にバスを置いて山道を歩くものや、オプションでタクシーなどの小型車に乗り換えて林道の終点まで行くもの、全員が小型車に乗り換えて林道の終点まで行くものなどがあるので、よく確認して予算や体力に合わせて選択する必要がある。

### お礼参り
結願のお礼参りとして、最後に信州の善光寺に参拝し、33箇所と番外の3箇所に加えて計37箇所を巡礼するとされているが、関西の人にとって善光寺は遠く、江戸の人々が谷汲山での結願後に中山道を通って有名な善光寺参りをするためであろう。また、高野山金剛峯寺の奥の院、比叡山延暦寺の根本中堂、奈良の東大寺の二月堂、大阪の四天王寺をお礼参りの対象、あるいは番外霊場に含んでいる場合もあり、お礼参りは善光寺を含め5か所の中から一つを選べばよいとする説もある。もちろんこれらの2つ以上の寺院（これらのすべての寺院に参拝することも含む）にお礼参り、あるいは番外霊場として巡礼する場合もある。ただし、これらの寺院は、公式の番外寺院と異なり、番外札所ではなく番外霊場とされる。

## 西国写し霊場
西国霊場巡礼が盛んになると、地方の大名などが自分の居住する周辺に西国霊場を勧請して新たな観音巡礼を作るようになった。これを「西国写し霊場」という。最も早期の西国写し霊場は源頼朝創建と伝える坂東三十三観音であるが、これは鎌倉時代の天福2年（1234年）以前には既にあったという確実な史料があり、かなり古いものである。室町時代になると秩父に秩父札所三十四観音霊場も創建され、西国・坂東・秩父を合わせて「百観音」というようになり、百観音巡礼をする修験者なども増加した。
霊場の再興や開設の波は4期ある。第1期は江戸時代中期から後期にかけて、第2期は明治の廃仏毀釈の後の再興、第3期は巡礼が盛んになった昭和の戦前、そして第4期は昭和40年代後半からで、各地写し霊場の再興と新規霊場開設が相次ぐ。

## 西国三十三所札所寺院の一覧
- 山号、寺号、通称・別称の欄は50音順ソート。開扉時期の欄は頻度順ソート。

| 番   | 山号     | 寺号                     | 通称/別称           | 札所本尊                   | 開扉時期       | 宗旨                          | 所在地                                                |
| ---- | -------- | ------------------------ | ------------------- | -------------------------- | -------------- | ----------------------------- | ----------------------------------------------------- |
| 1    | 那智山   | 青岸渡寺                 | 那智山寺            | 如意輪観音                 | 年3回          | 天台宗                        | 和歌山県東牟婁郡那智勝浦町那智山8                     |
| 2    | 紀三井山 | 金剛宝寺                 | 紀三井寺            | 十一面観音                 | 50年毎         | 救世観音宗 （山階系単立）     | 和歌山県和歌山市紀三井寺1201                          |
| 3    | 風猛山   | 粉河寺                   | －                  | 千手観音                   | 開扉なし       | 粉河観音宗 （天台系単立）     | 和歌山県紀の川市粉河2787                              |
| 4    | 槇尾山   | 施福寺                   | 槇尾寺              | 千手観音                   | 常時           | 天台宗                        | 大阪府和泉市槇尾山町136                               |
| 5    | 紫雲山   | 葛井寺                   | 藤井寺              | 千手観音                   | 毎月18日       | 真言宗御室派                  | 大阪府藤井寺市藤井寺1-16-21                           |
| 6    | 壺阪山   | 南法華寺                 | 壺阪寺              | 千手観音                   | 常時           | 真言宗 （豊山系単立）         | 奈良県高市郡高取町壺阪3                               |
| 7    | 東光山   | 龍蓋寺                   | 岡寺                | 如意輪観音                 | 常時           | 真言宗豊山派                  | 奈良県高市郡明日香村岡806                             |
| 番外 | 豊山     | 法起院                   | 徳道上人廟          | －                         | －             | 真言宗豊山派                  | 奈良県桜井市初瀬776                                   |
| 8    | 豊山     | 長谷寺                   | 初瀬寺              | 十一面観音                 | 常時           | 真言宗豊山派                  | 奈良県桜井市初瀬731-1                                 |
| 9    | －       | 興福寺（南円堂）         | －                  | 不空羂索観音               | 10月17日       | 法相宗                        | 奈良県奈良市登大路町48                                |
| 10   | 明星山   | 三室戸寺                 | 御室戸寺            | 千手観音                   | 不定           | 本山修験宗                    | 京都府宇治市菟道滋賀谷21                              |
| 11   | 深雪山   | 醍醐寺（上醍醐・准胝堂） | －                  | 准胝観音                   | 5月15日 - 21日 | 真言宗醍醐派                  | 京都府京都市伏見区醍醐醍醐山1                         |
| 12   | 岩間山   | 正法寺                   | 岩間寺              | 千手観音                   | 不定           | 真言宗醍醐派                  | 滋賀県大津市石山内畑町82                              |
| 13   | 石光山   | 石山寺                   | －                  | 如意輪観音                 | 33年毎         | 東寺真言宗                    | 滋賀県大津市石山寺1-1-1                               |
| 14   | 長等山   | 園城寺（観音堂）         | 三井寺              | 如意輪観音                 | 33年毎         | 天台寺門宗                    | 滋賀県大津市園城寺町246                               |
| 番外 | 華頂山   | 元慶寺                   | 花山寺              | －                         | －             | 天台宗                        | 京都府京都市山科区北花山河原町13                      |
| 15   | 新那智山 | 観音寺                   | 今熊野観音寺        | 十一面観音                 | 9月21日 - 23日 | 真言宗泉涌寺派                | 京都府京都市東山区泉涌寺山内町32                      |
| 16   | 音羽山   | 清水寺                   | －                  | 千手観音                   | 33年毎         | 北法相宗                      | 京都府京都市東山区清水1丁目294                        |
| 17   | 補陀洛山 | 六波羅蜜寺               | 六はらさん          | 十一面観音                 | 12年毎         | 真言宗智山派                  | 京都府京都市東山区五条大和大路上ル東入2丁目轆轤町81-1 |
| 18   | 紫雲山   | 頂法寺                   | 六角堂              | 如意輪観音                 | 不定           | 天台系単立                    | 京都府京都市中京区六角東洞院西入堂之前町248           |
| 19   | 霊麀山   | 行願寺                   | 革堂                | 千手観音                   | 1月17日 - 18日 | 天台宗                        | 京都府京都市中京区寺町通竹屋町上ル行願寺門前町17      |
| 20   | 西山     | 善峯寺                   | よしみねさん        | 千手観音                   | 不定           | 善峯観音宗 （天台系単立）     | 京都府京都市西京区大原野小塩町1372                    |
| 21   | 菩提山   | 穴太寺                   | 穴穂寺 菩提寺       | 聖観音                     | 行方不明       | 天台宗                        | 京都府亀岡市曽我部町穴太東ノ辻46                      |
| 22   | 補陀洛山 | 総持寺                   | －                  | 千手観音                   | 4月15日 - 21日 | 高野山真言宗                  | 大阪府茨木市総持寺1-6-1                               |
| 23   | 応頂山   | 勝尾寺                   | 弥勒寺              | 千手観音                   | 毎月18日       | 高野山真言宗                  | 大阪府箕面市粟生間谷2914-1                            |
| 24   | 紫雲山   | 中山寺                   | 中山観音            | 十一面観音                 | 毎月18日       | 真言宗中山寺派                | 兵庫県宝塚市中山寺2-11-1                              |
| 番外 | 東光山   | 花山院 菩提寺            | 尼寺のお寺          | 十一面観音                 | 常時           | 真言宗花山院派 （御室系単立） | 兵庫県三田市尼寺352                                   |
| 25   | 御嶽山   | 清水寺                   | 播州清水寺 清水さん | 千手観音                   | 常時           | 天台宗                        | 兵庫県加東市平木1194                                  |
| 26   | 法華山   | 一乗寺                   | －                  | 聖観音                     | 不定           | 天台宗                        | 兵庫県加西市坂本町821-17                              |
| 27   | 書寫山   | 圓教寺                   | 西の比叡山          | 如意輪観音                 | 1月18日        | 天台宗                        | 兵庫県姫路市書写2968                                  |
| 28   | 成相山   | 成相寺                   | 成相さん            | 聖観音                     | 33年毎         | 橋立真言宗 （高野山系単立）   | 京都府宮津市成相寺339                                 |
| 29   | 青葉山   | 松尾寺                   | まつのおさん        | 馬頭観音                   | 不定           | 真言宗醍醐派                  | 京都府舞鶴市松尾532                                   |
| 30   | 厳金山   | 宝厳寺                   | 竹生島宝厳寺        | 千手観音                   | 60年毎         | 真言宗豊山派                  | 滋賀県長浜市早崎町1664-1                              |
| 31   | 姨綺耶山 | 長命寺                   | －                  | 千手観音 十一面観音 聖観音 | 不定           | 天台系単立                    | 滋賀県近江八幡市長命寺町157                           |
| 32   | 繖山     | 観音正寺                 | 仏法興隆寺          | 千手観音                   | 33年毎         | 天台系単立                    | 滋賀県近江八幡市安土町石寺2                           |
| 33   | 谷汲山   | 華厳寺                   | たにぐみさん        | 十一面観音                 | 不定           | 天台宗                        | 岐阜県揖斐郡揖斐川町谷汲徳積23                        |

## 札所本尊

### 像種
西国三十三所の札所本尊はすべて観音菩薩である。なお、札所本尊と寺院全体の本尊とは異なる場合もある。たとえば、4番施福寺では札所本尊は千手観音であるが、寺本尊は弥勒菩薩であり、21番穴太寺では札所本尊は聖観音であるが、寺本尊は薬師如来である。
観音菩薩（観世音菩薩、観自在菩薩）の像には、一面二臂の聖観音（しょうかんのん）の他に、十一面観音、千手観音など、さまざまな超人間的性質をそなえた変化観音（へんげかんのん）がある。西国三十三所の札所本尊を像種別にみると、以下のとおりで、千手観音像がもっとも多い。
- 千手観音 15か寺
- 十一面観音 7か寺
- 聖観音 4か寺
- 如意輪観音 6か寺
- 馬頭観音 1か寺
- 准胝観音 1か寺
- 不空羂索観音 1か寺

上記の合計は33ではなく35になっている。これは、31番長命寺において千手観音、十一面観音、聖観音の3体を本尊とし、「千手十一面聖観音三尊一体」と称しているためである。文化財として貴重なものも多く、5番葛井寺の千手観音像、9番興福寺南円堂の不空羂索観音像は何れも国宝
に指定されている。

### 札所本尊の秘仏化
西国三十三所の札所本尊は秘仏となっているものが多く、秘仏でないのは6番南法華寺（壺阪寺）の千手観音、7番岡寺（龍蓋寺）の如意輪観音、8番長谷寺の十一面観音、25番播州清水寺の千手観音、32番観音正寺の千手観音の5箇所のみとなっている。これらの秘仏の中には、月1回、年1回など定期的に開帳されるものと、数十年に1回しか開帳されないものとがある。
- 2008年が西国巡礼の中興者とされる花山院の一千年忌にあたることから、同年から2010年にかけて、全札所において順次「結縁開帳」が行われ平素厳重な秘仏として公開されなかった札所本尊も開帳された。以下は、今回の「結縁開帳」にて開帳された札所本尊のうち、前回から半世紀以上を経ていたものである。
  - 10番三室戸寺（千手観音）前回開帳は1925年
  - 18番頂法寺（如意輪観音）前回開帳は1872年
  - 29番松尾寺（馬頭観音）前回開帳は1931年
  - 31番長命寺（千手観音・十一面観音・聖観音）前回開帳は1948年
  - 33番華厳寺（十一面観音）前回開帳は1955年

なお、3番粉河寺の本尊千手観音像は絶対秘仏であるため開帳されず、本堂隣にある千手堂の千手観音像が開帳された。
- 西国三十三所草創1300年記念事業として、2016年に御開帳された本尊もある。

## 御詠歌
漢語の経典や声明（しょうみょう）と異なり和歌の賛仏歌として「御詠歌」が多くの宗派・寺院で採用されているが、この「御詠歌」の起源は花山院が西国三十三所の各札所で詠まれた御製の和歌を後世の巡礼者が節をつけて巡礼歌として歌ったものであるとされている。西国三十三所の御詠歌は、宗派にもよるが近畿地方一円で死者を弔うために葬儀から四十九日法要まで親族によって毎夜唱えられたり、お盆の仏事において参加者全員で合唱する習慣などがある。

## ギャラリー

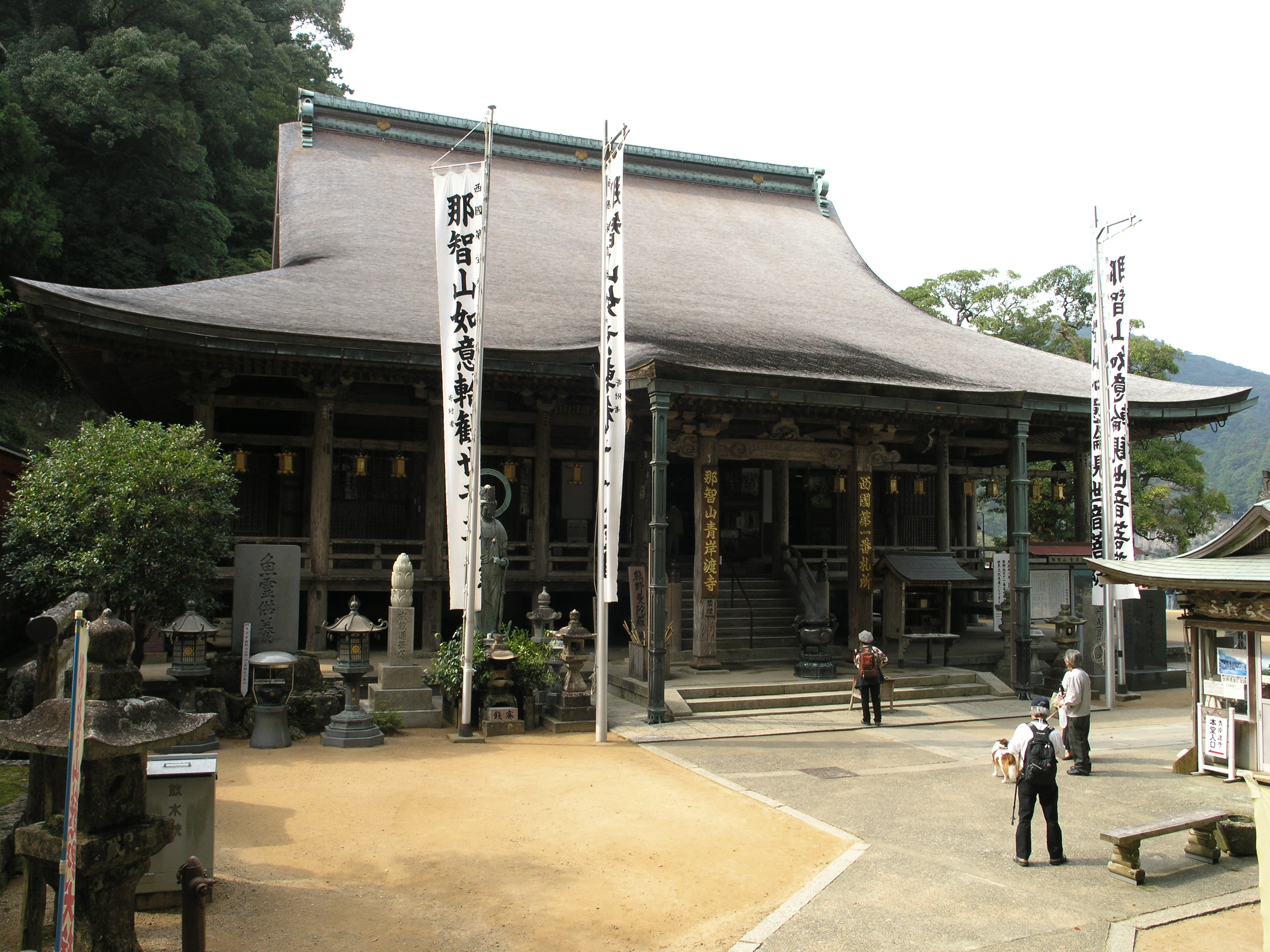
青岸渡寺（1番）
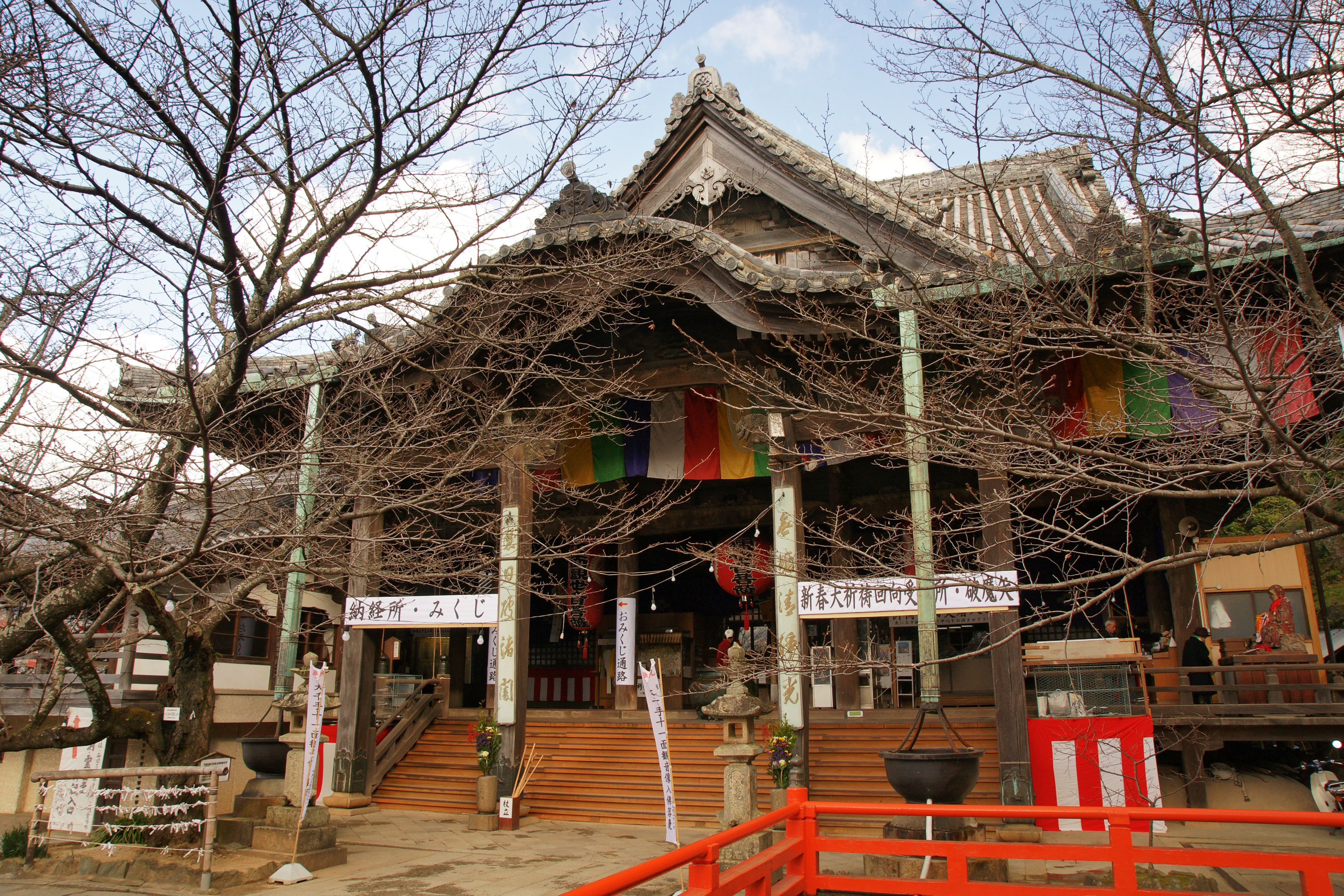
紀三井寺（2番）
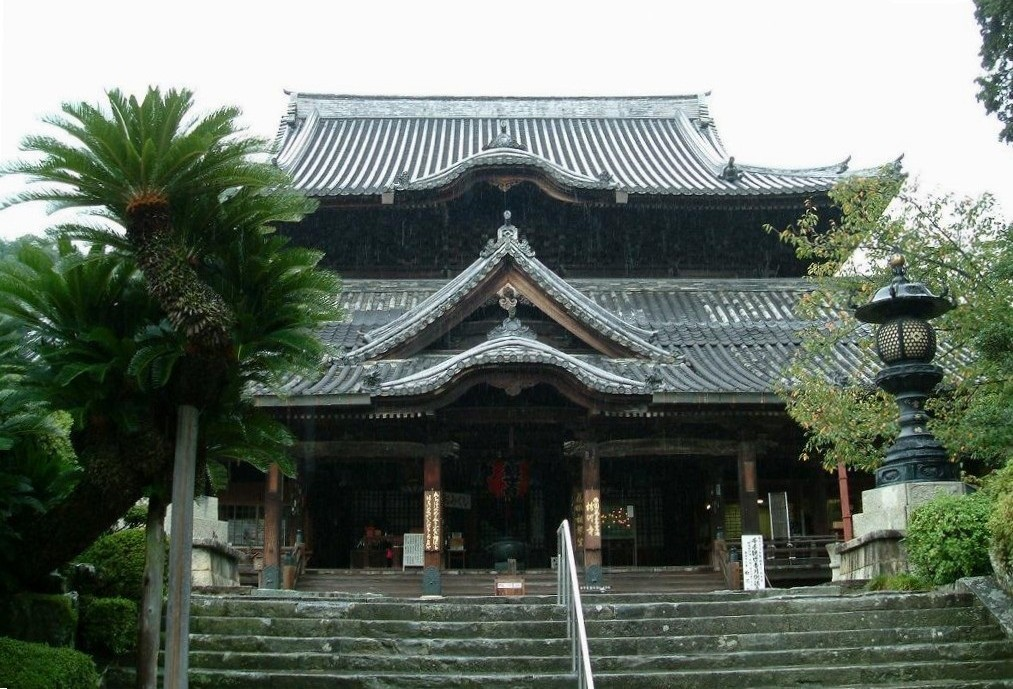
粉河寺（3番）
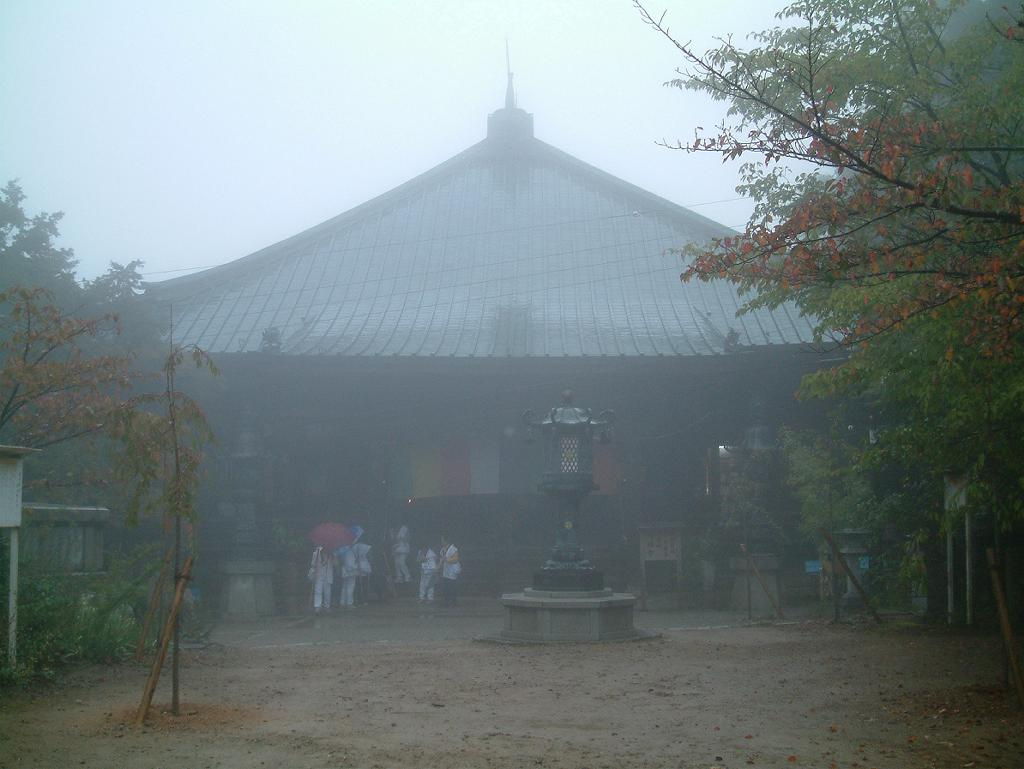
施福寺（4番）
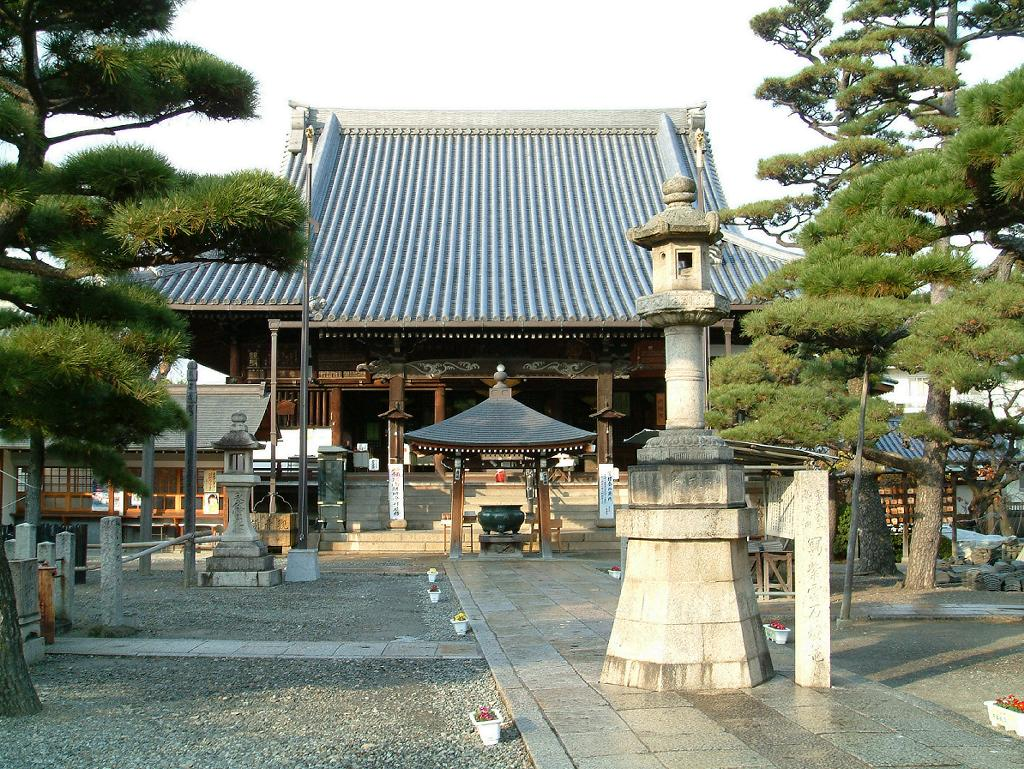
葛井寺（5番）
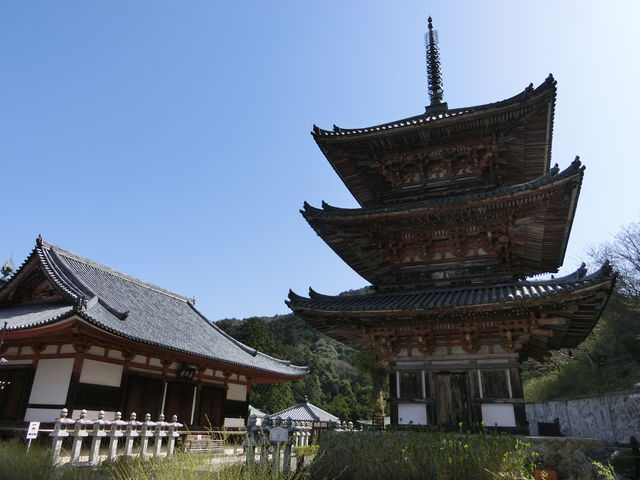
南法華寺（6番）
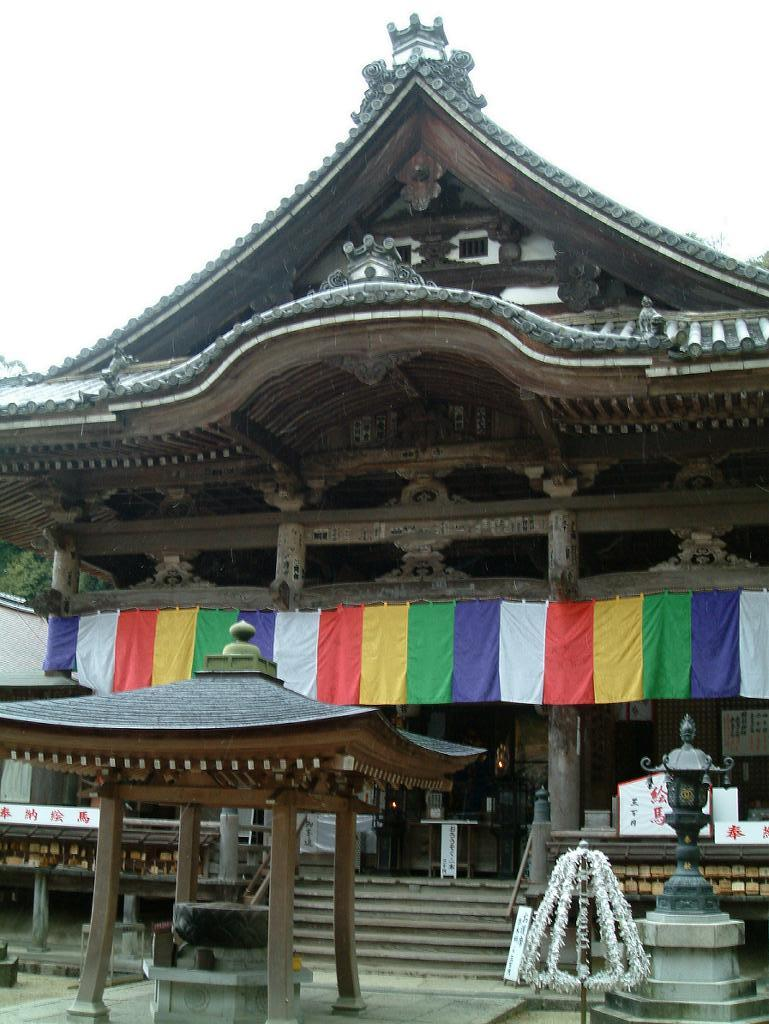
岡寺（7番）
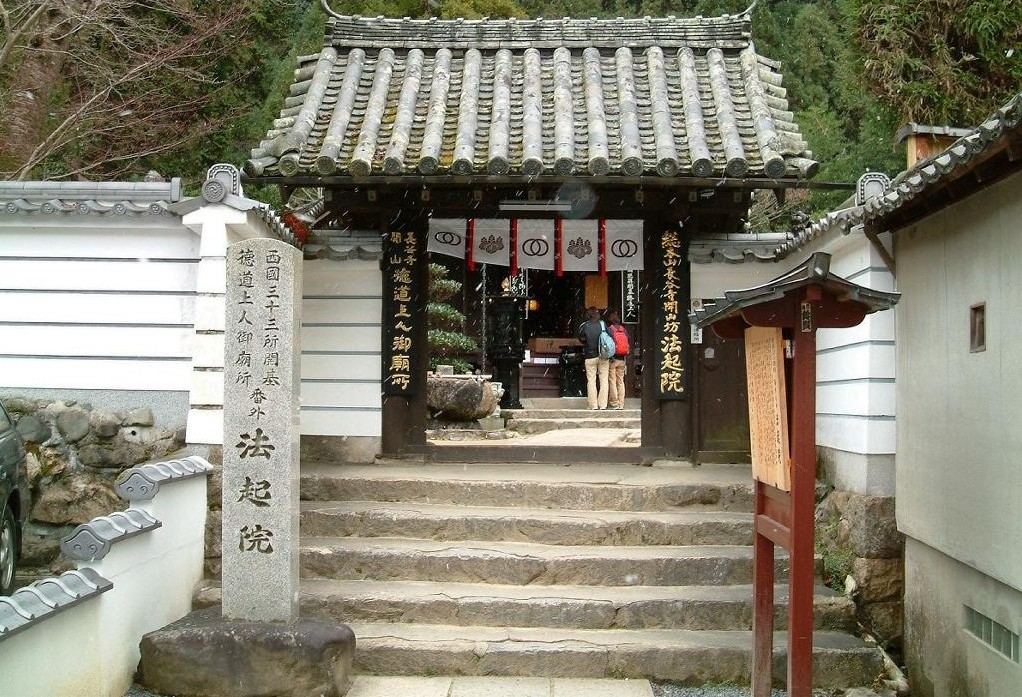
法起院（徳道上人廟）（番外）
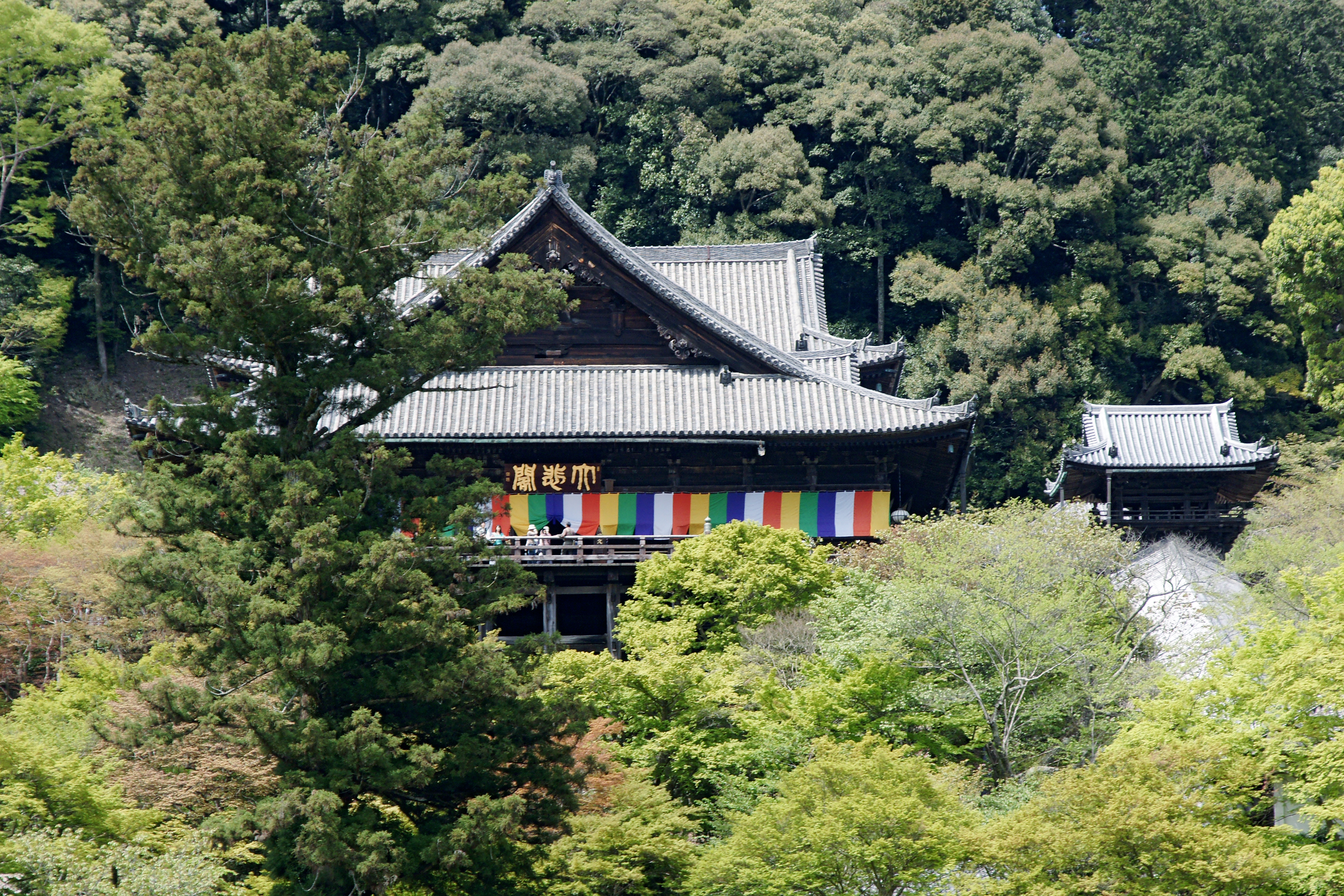
長谷寺（8番）
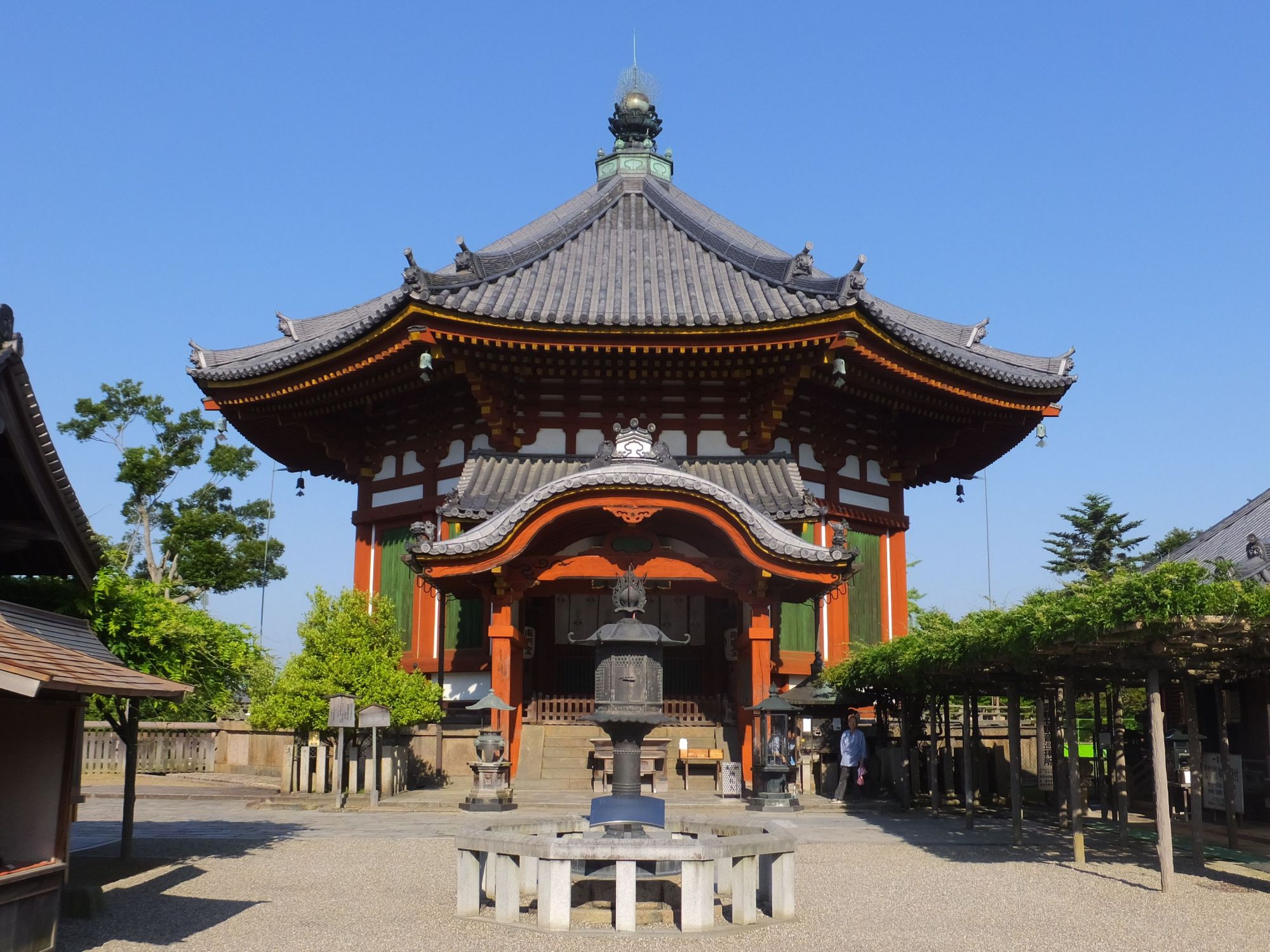
興福寺南円堂（9番）
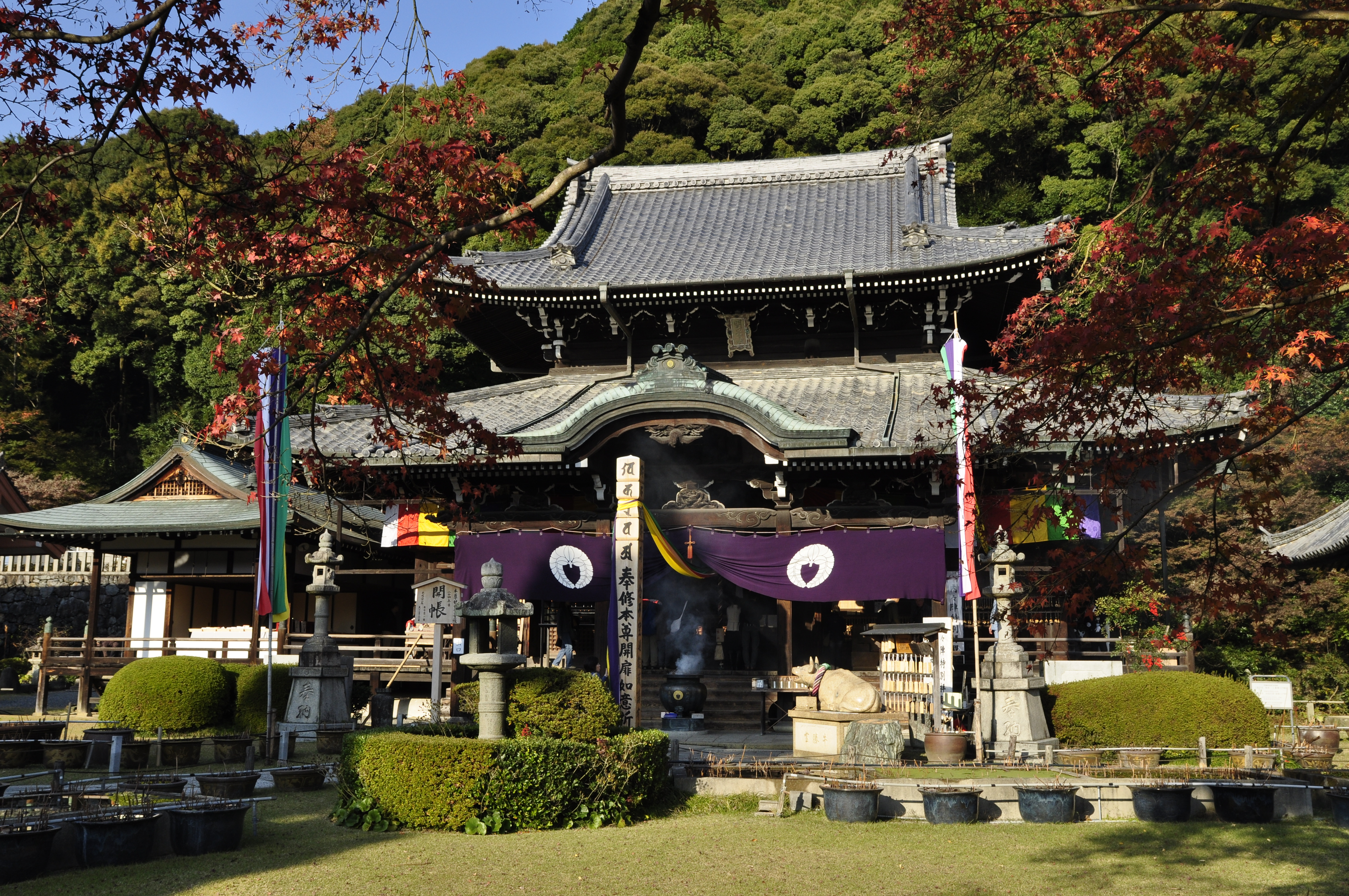
三室戸寺（10番）
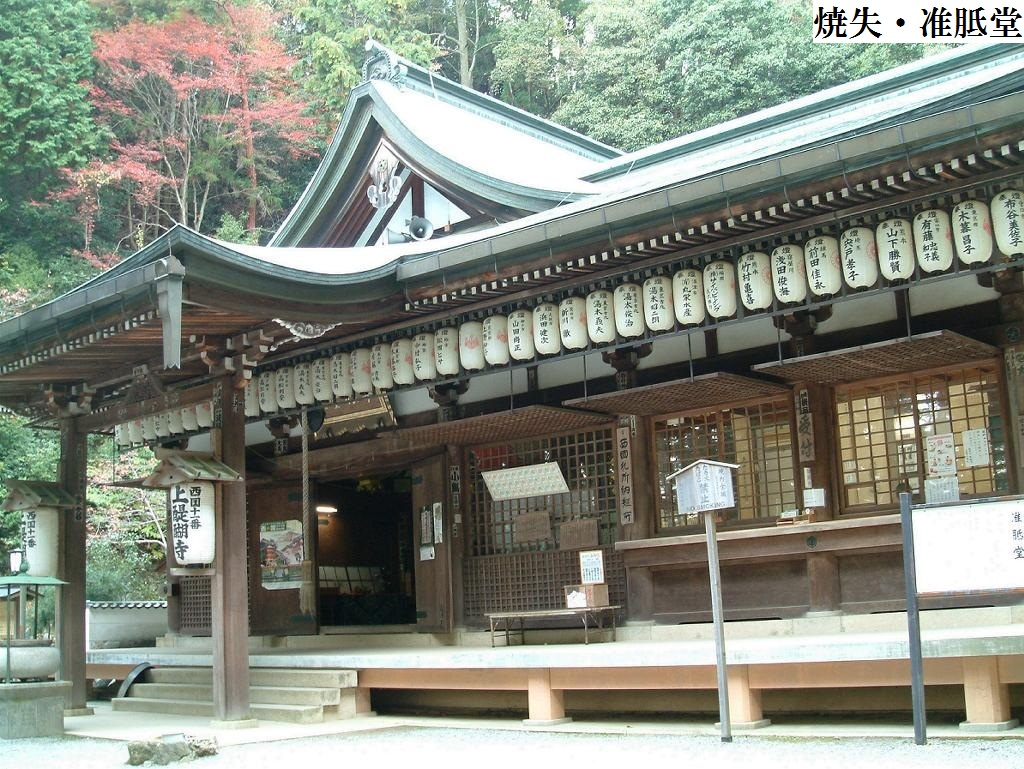
上醍醐准胝堂（11番）
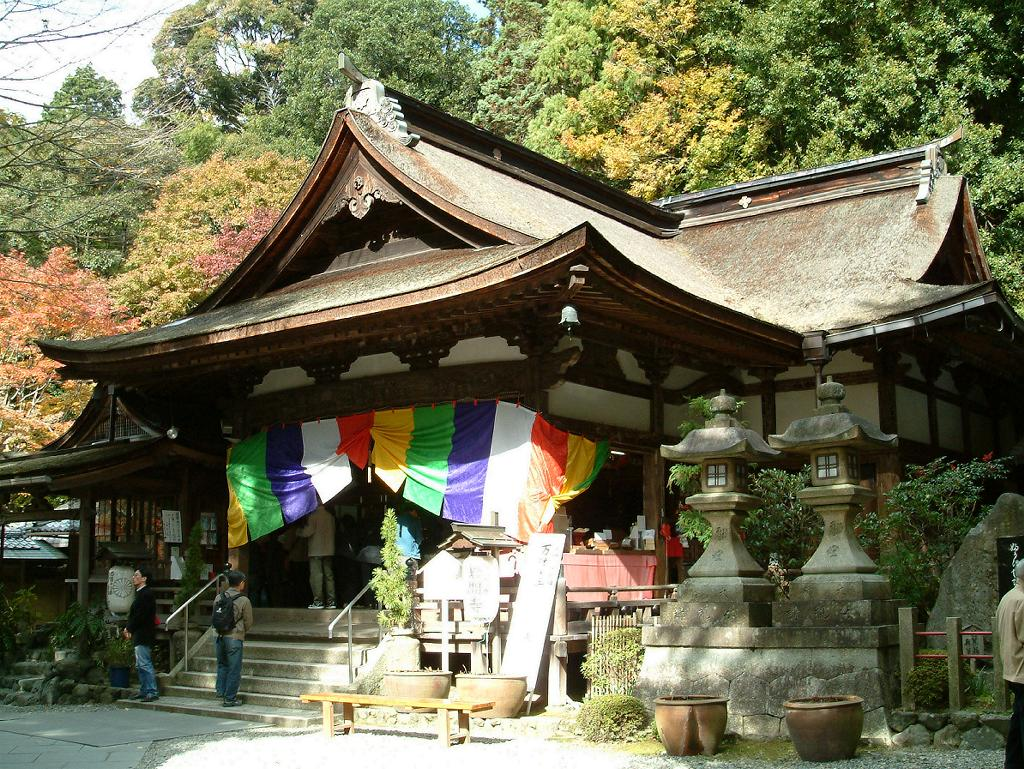
岩間寺（12番）
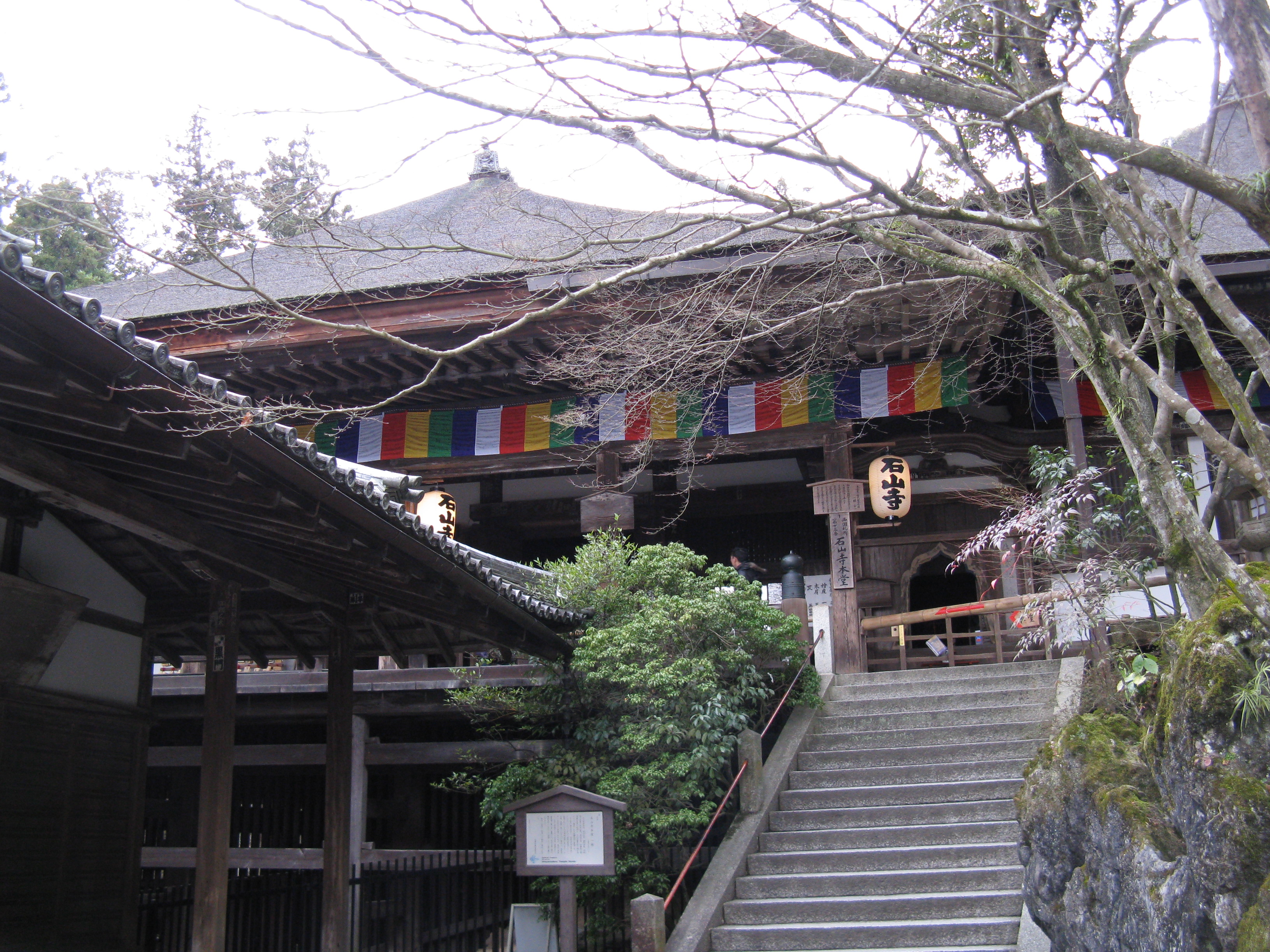
石山寺（13番）
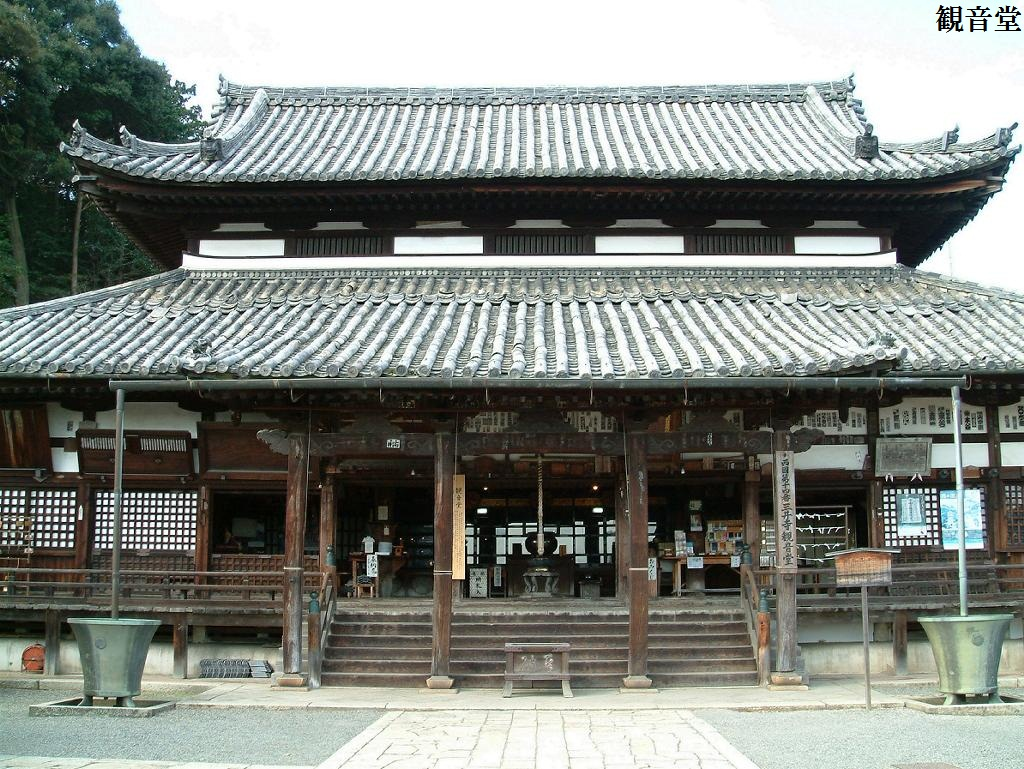
三井寺観音堂（14番）
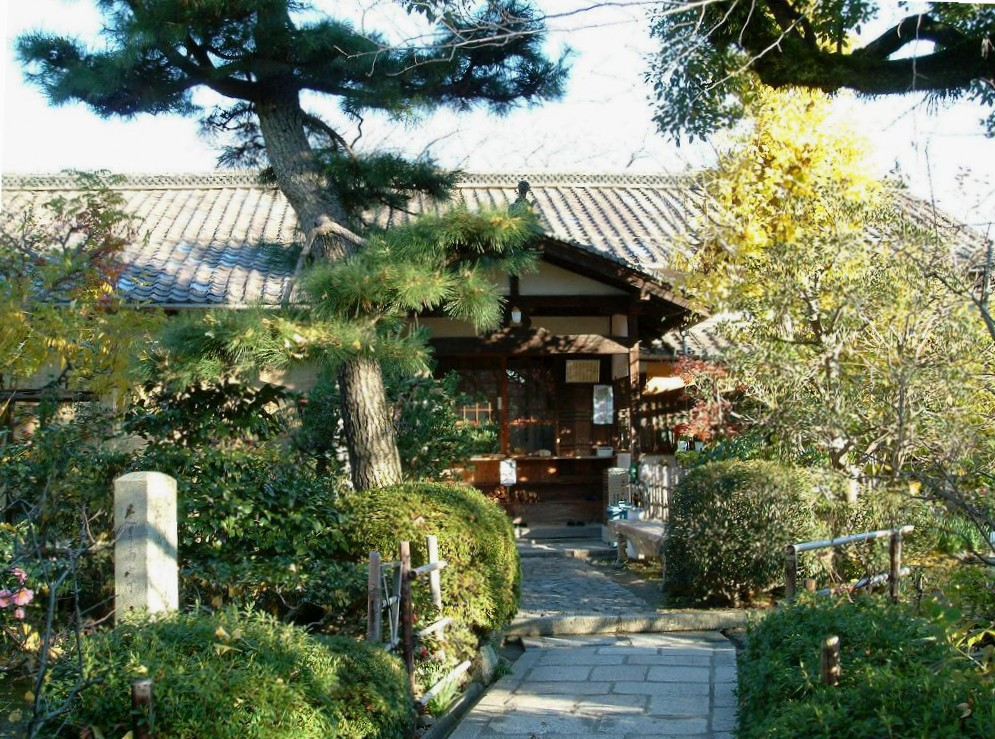
元慶寺（番外）
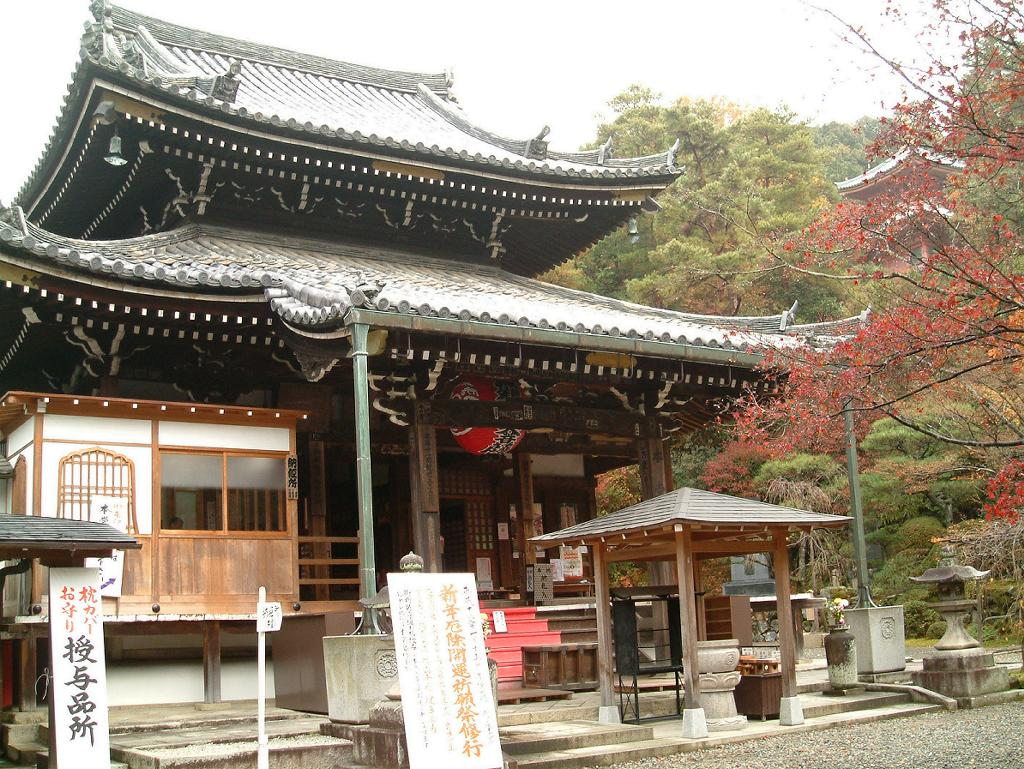
今熊野観音寺（15番）
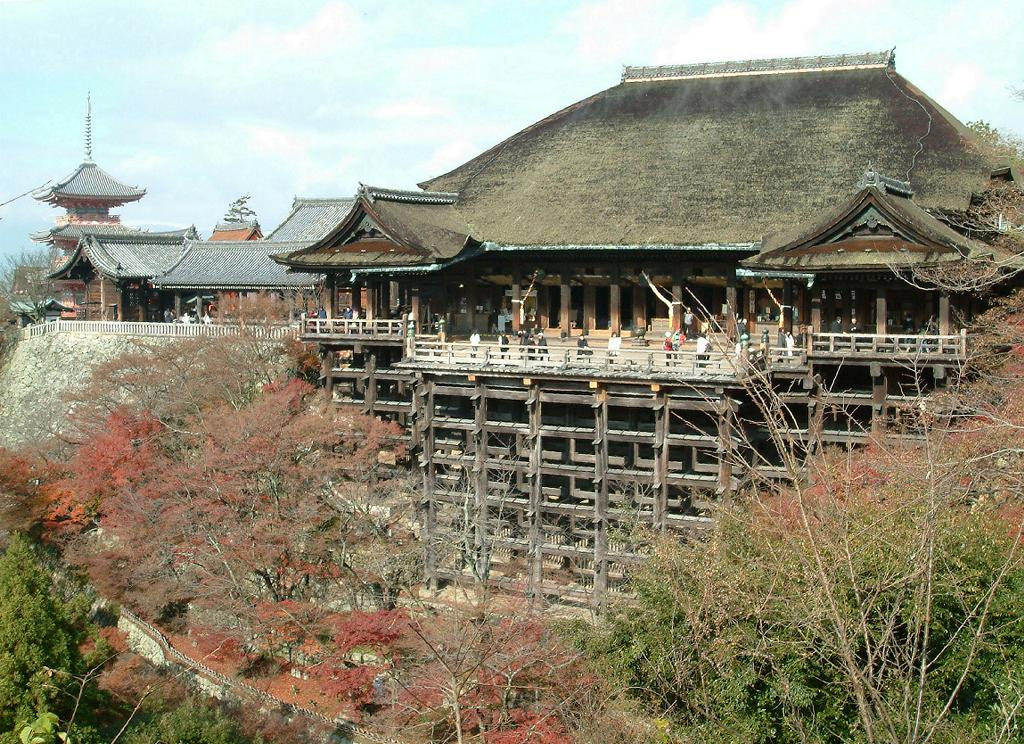
清水寺（16番）
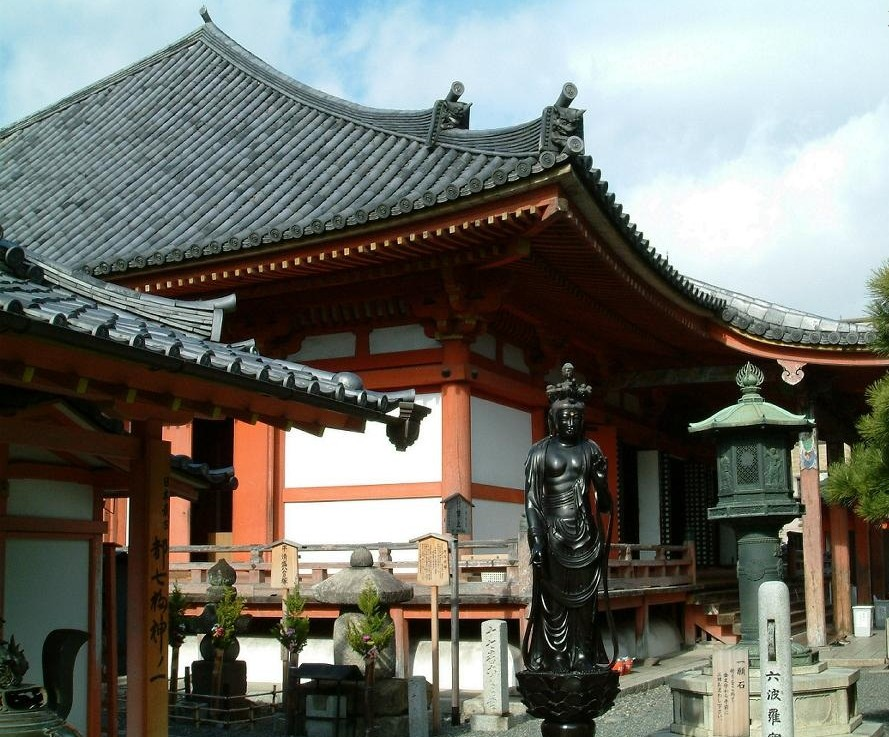
六波羅蜜寺（17番）
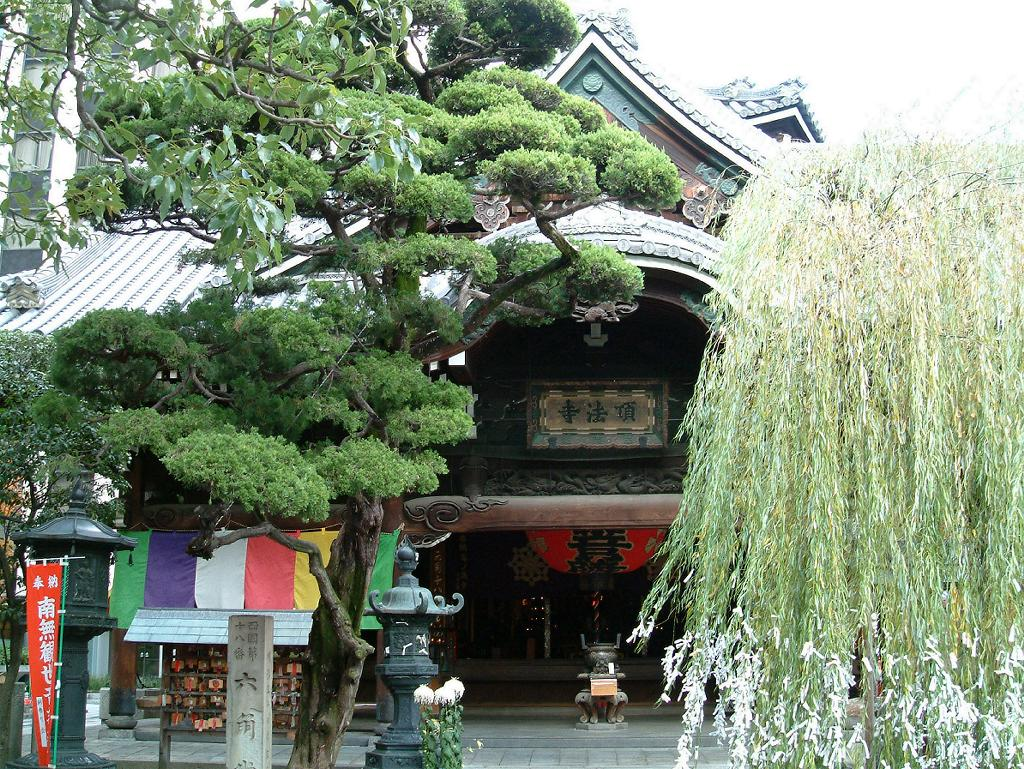
頂法寺（18番）
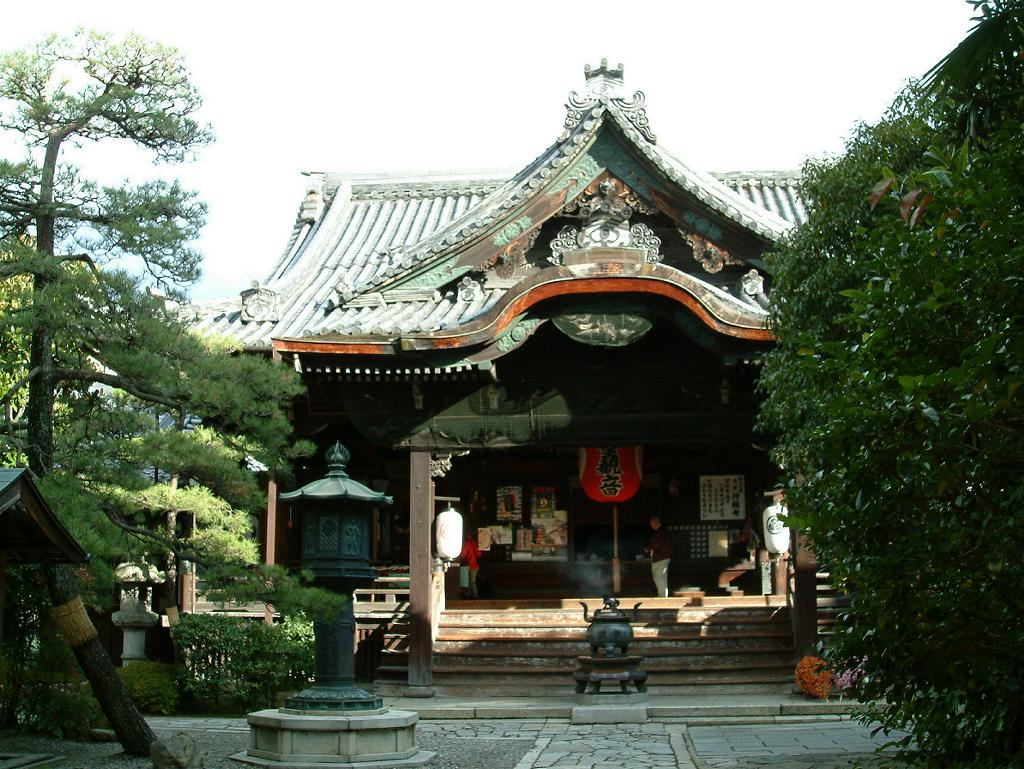
行願寺（19番）
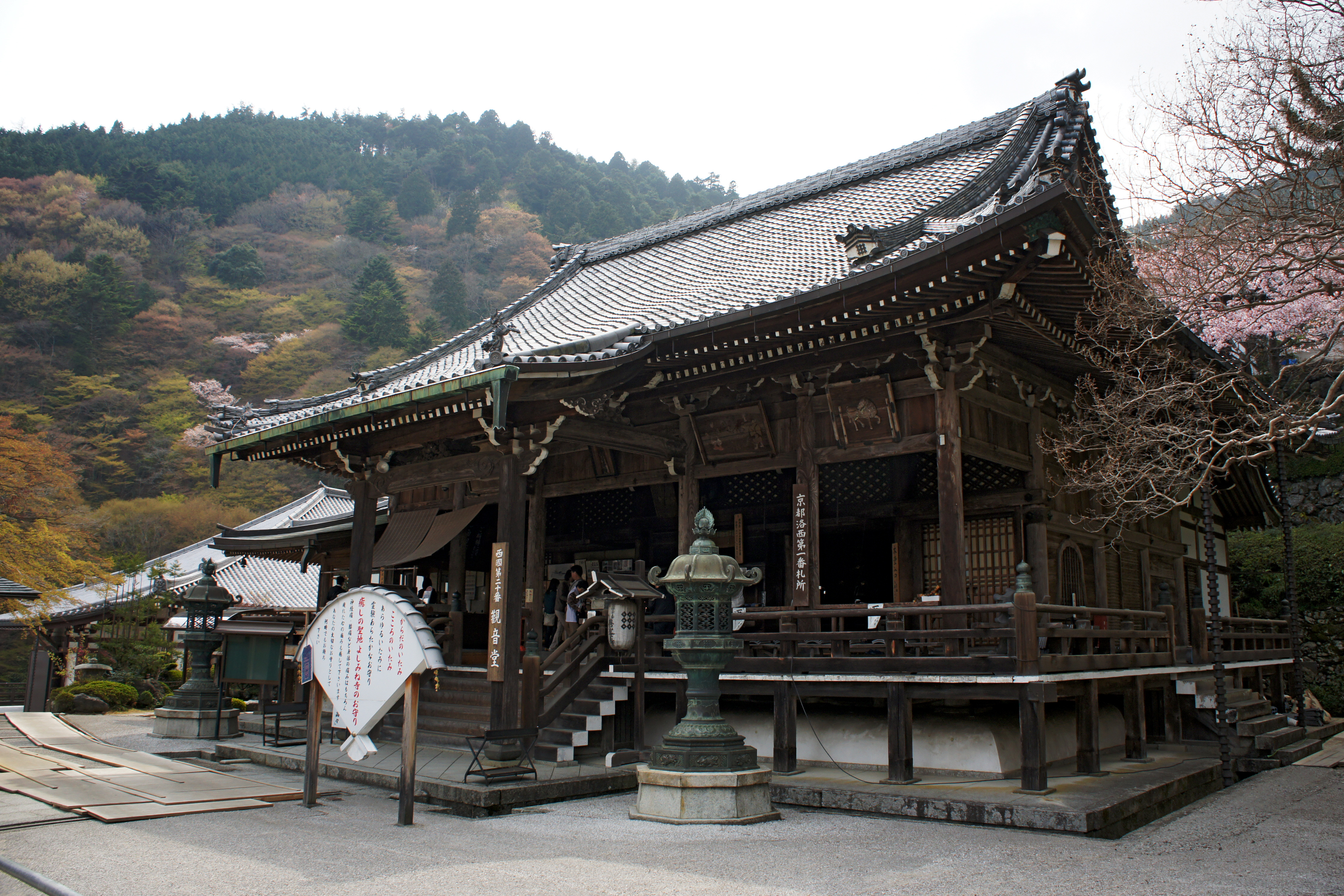
善峯寺（20番）
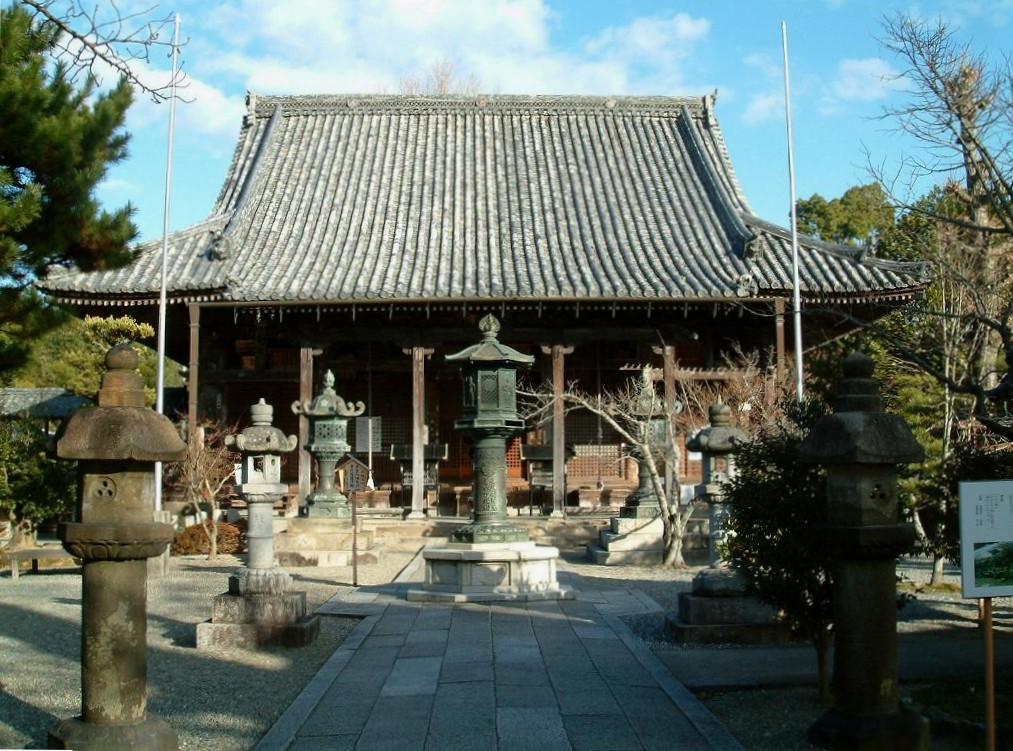
穴太寺（21番）
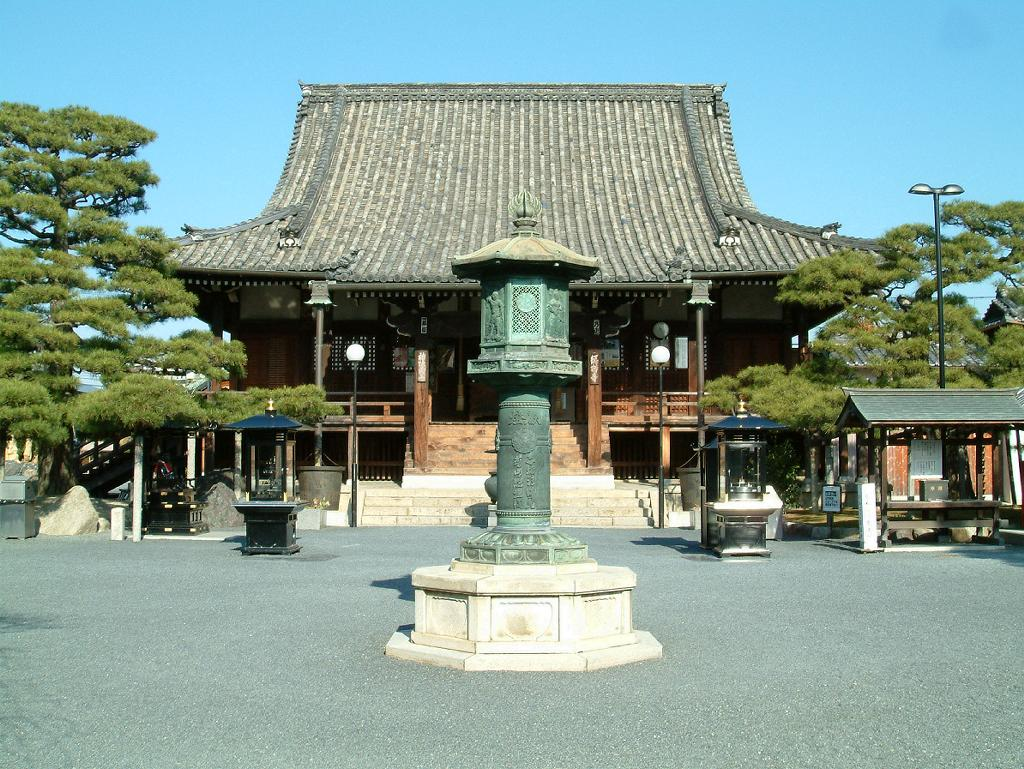
総持寺（22番）
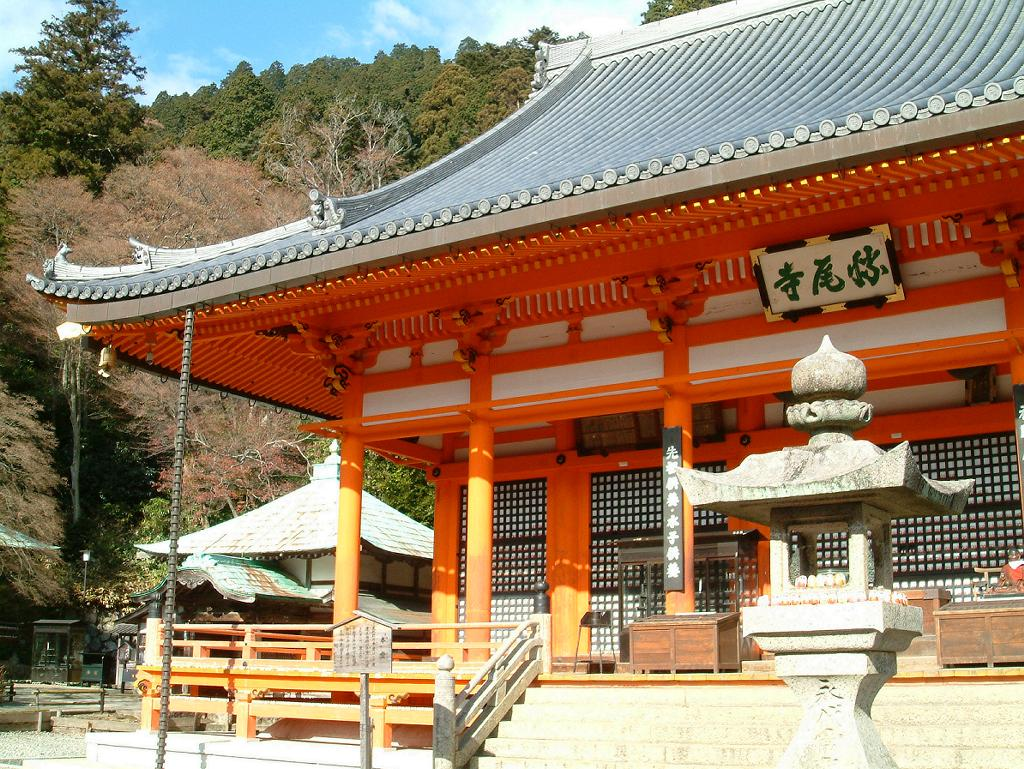
勝尾寺（23番）
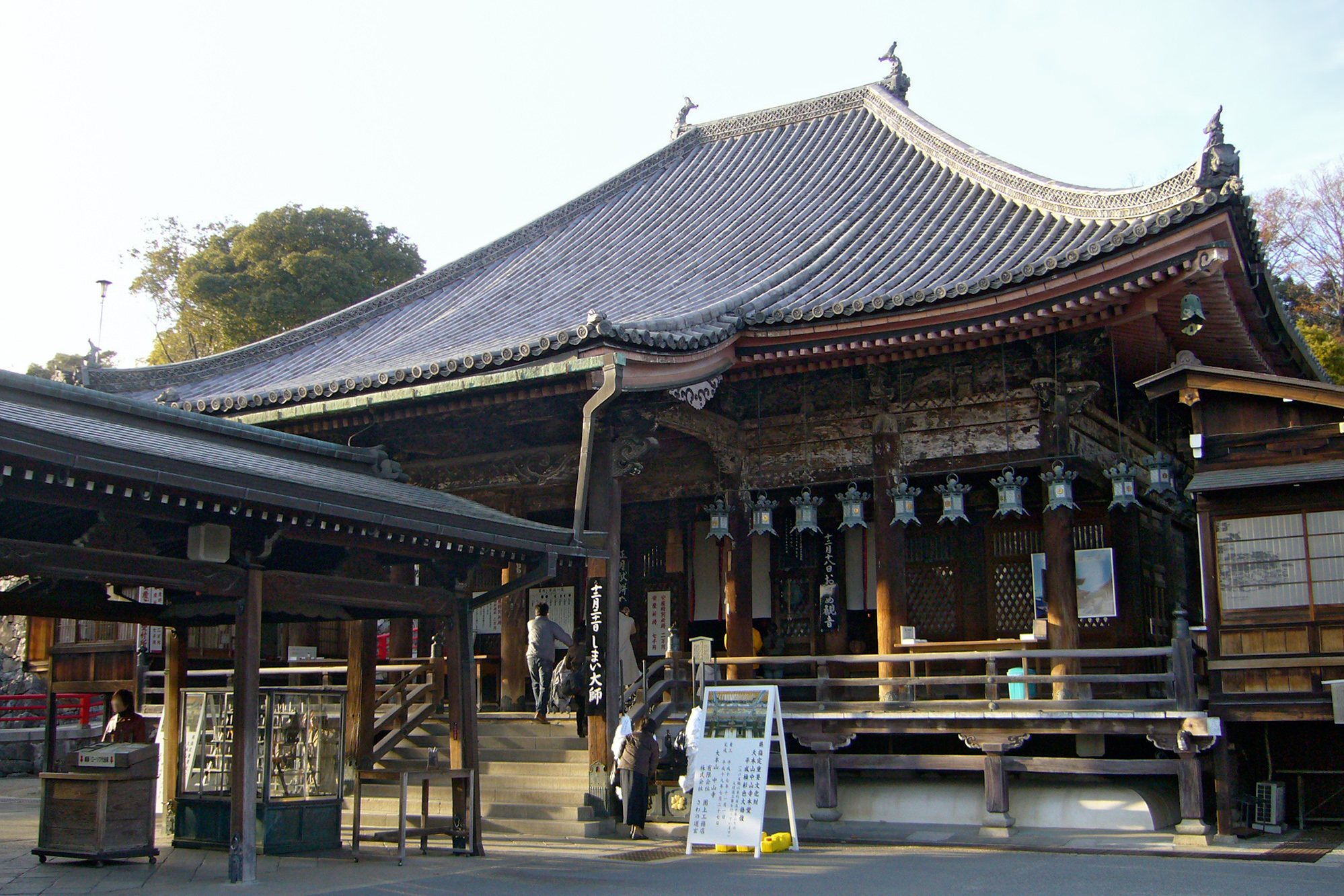
中山寺（24番）
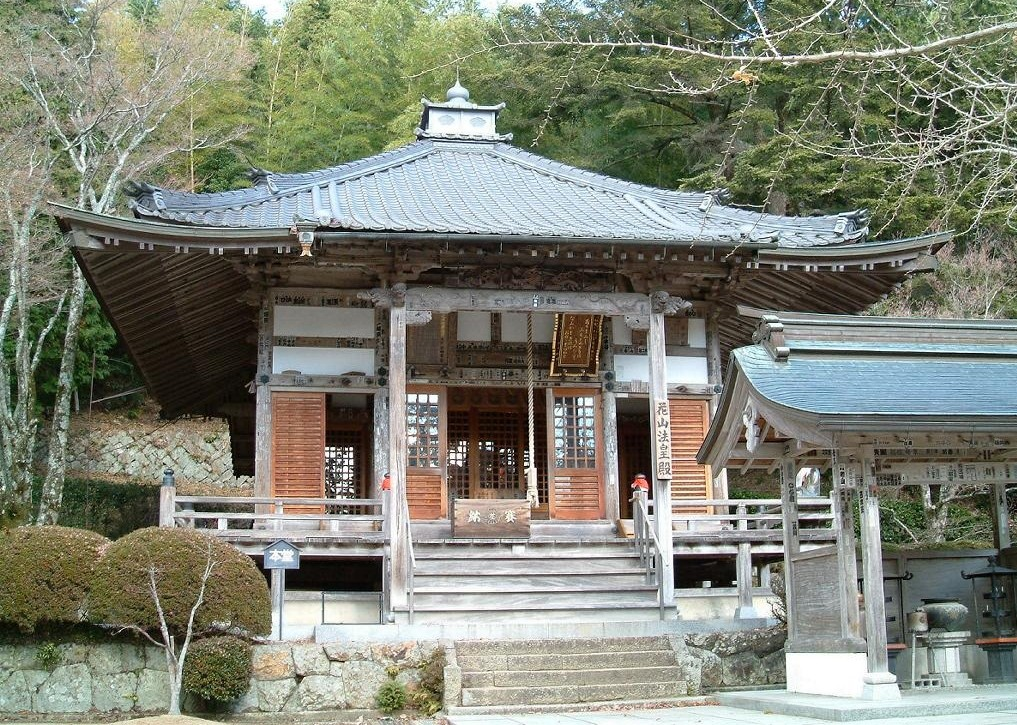
花山院（番外）
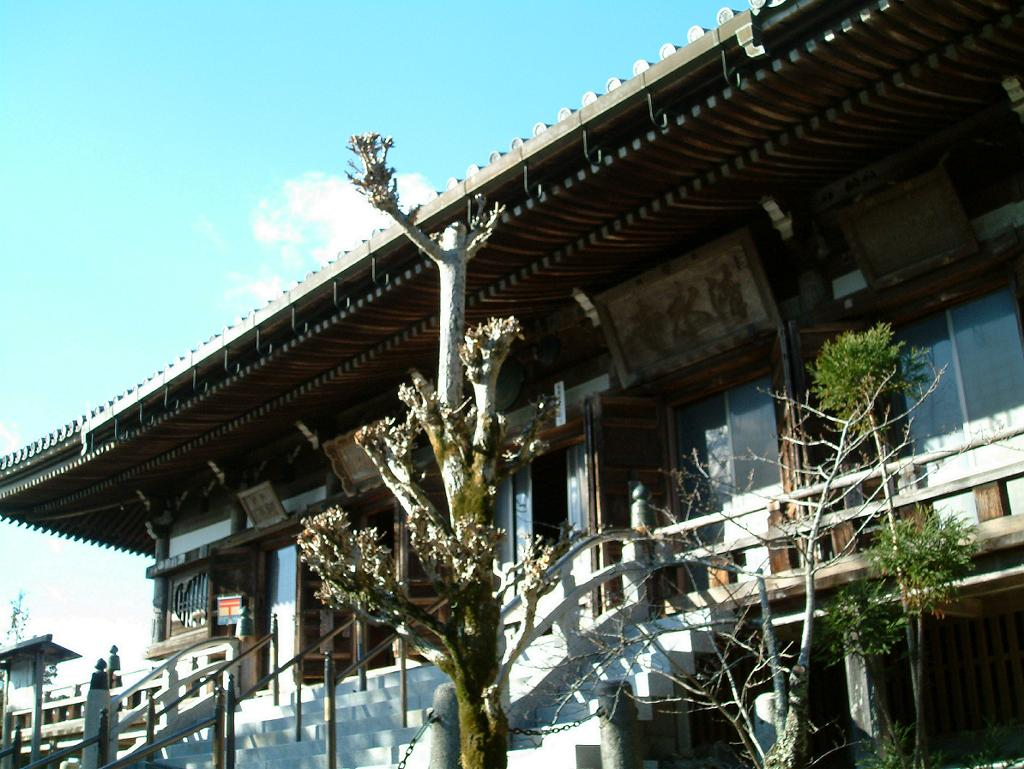
清水寺（25番）
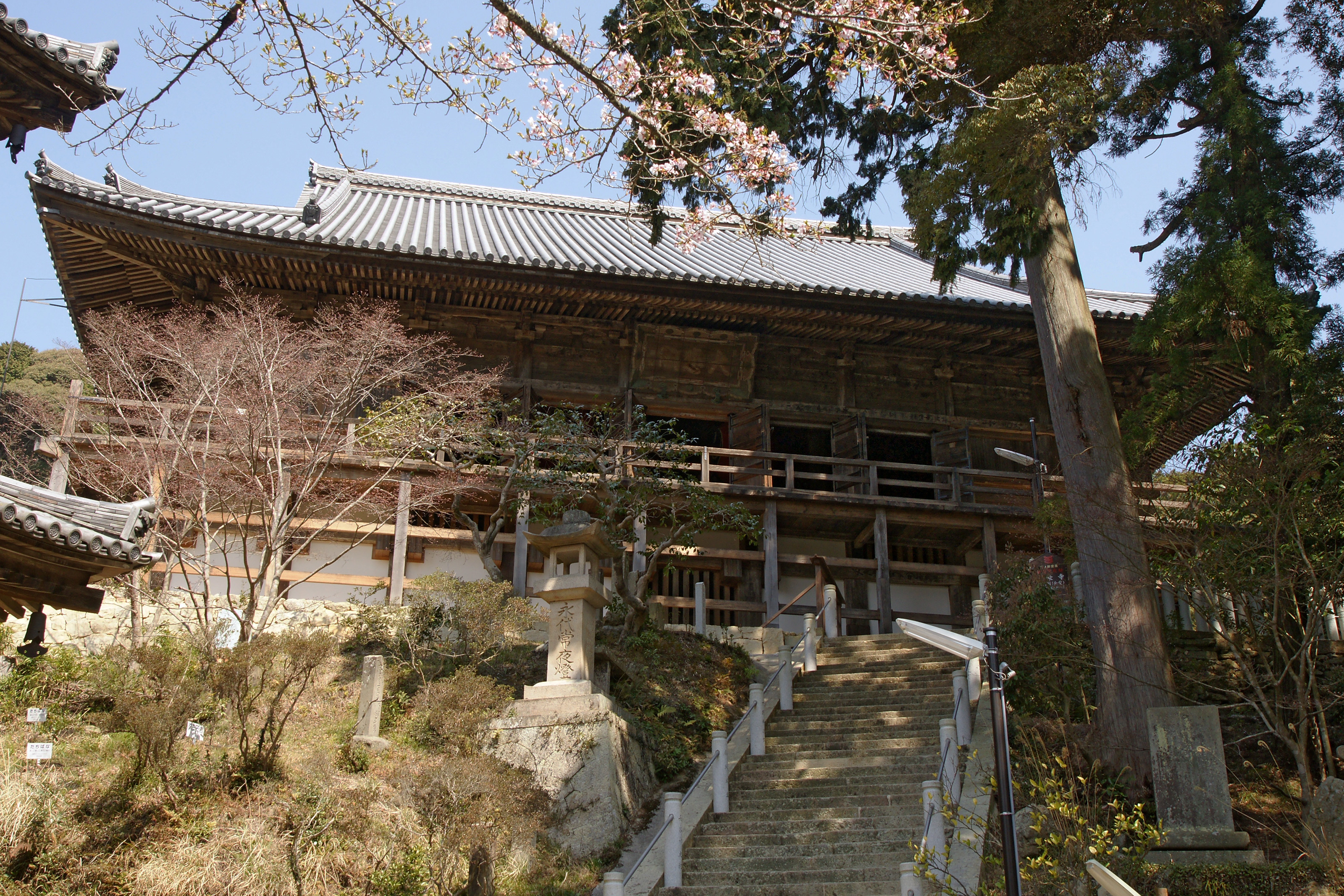
一乗寺（26番）
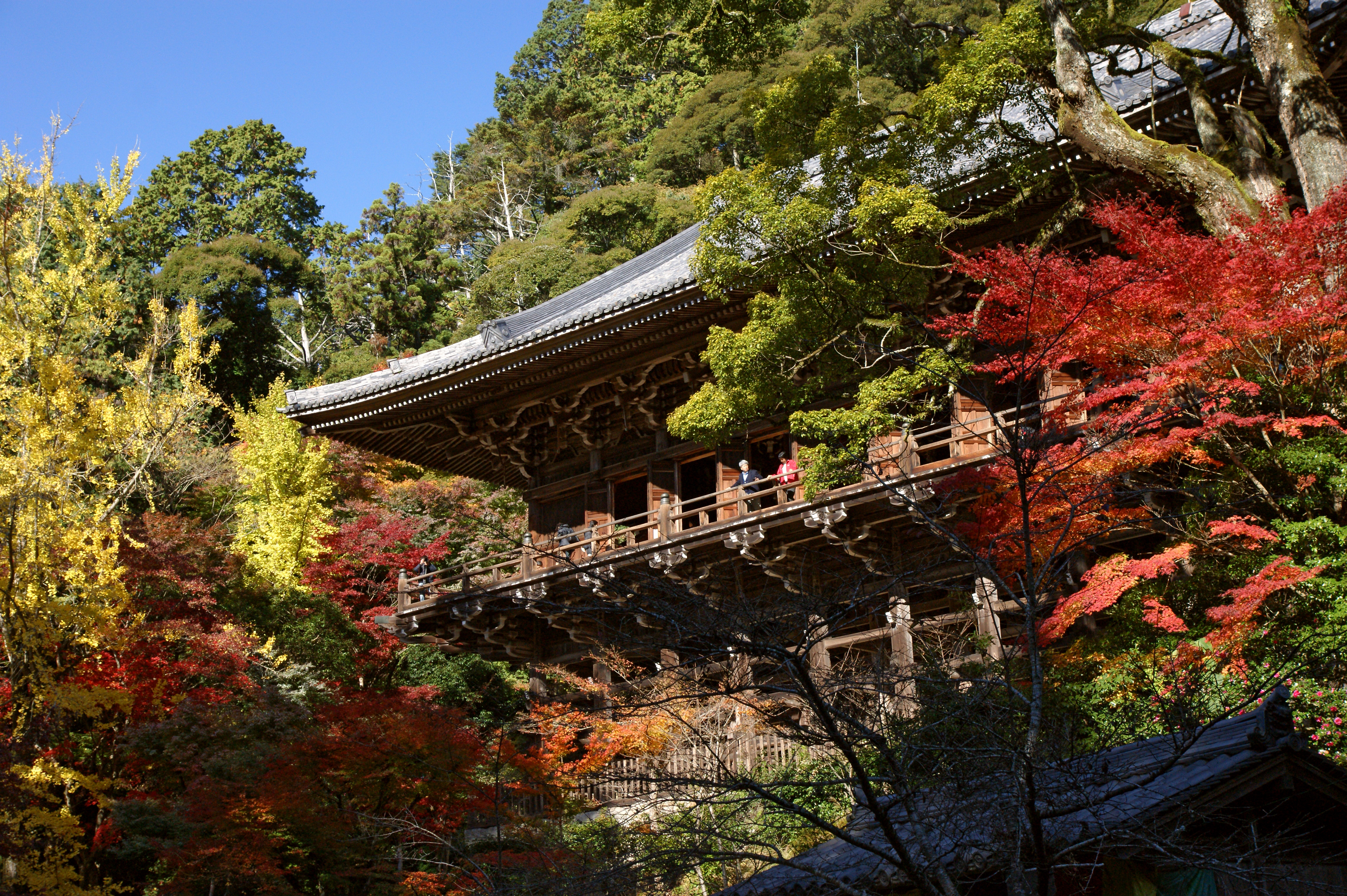
圓教寺（27番）
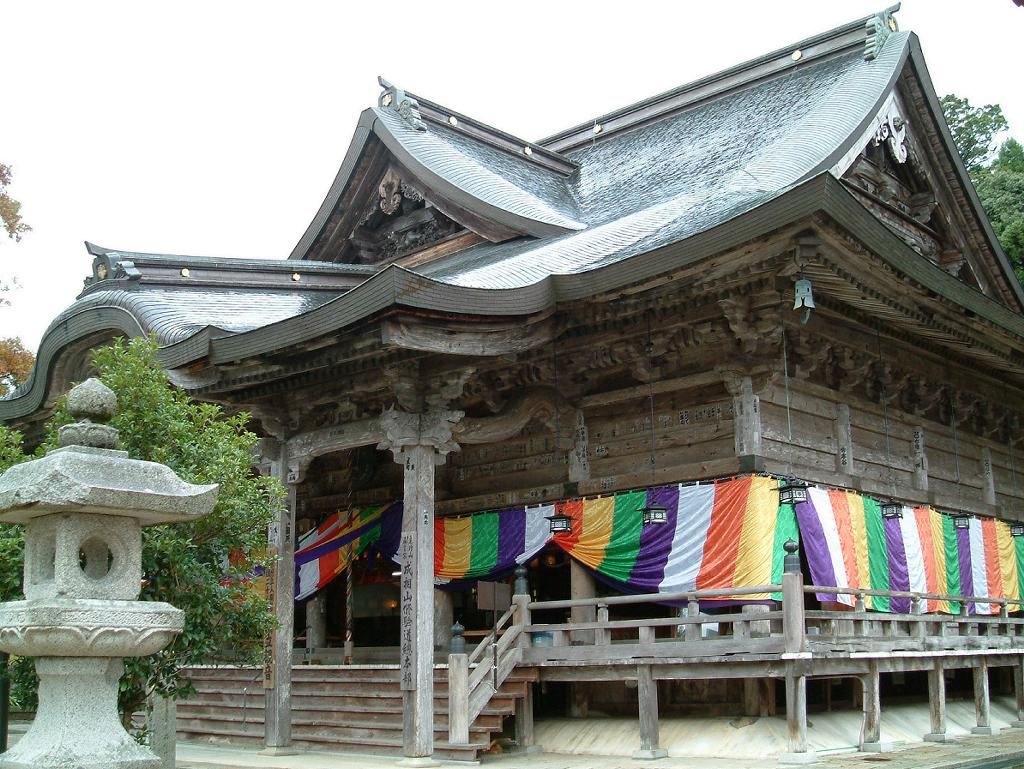
成相寺（28番）
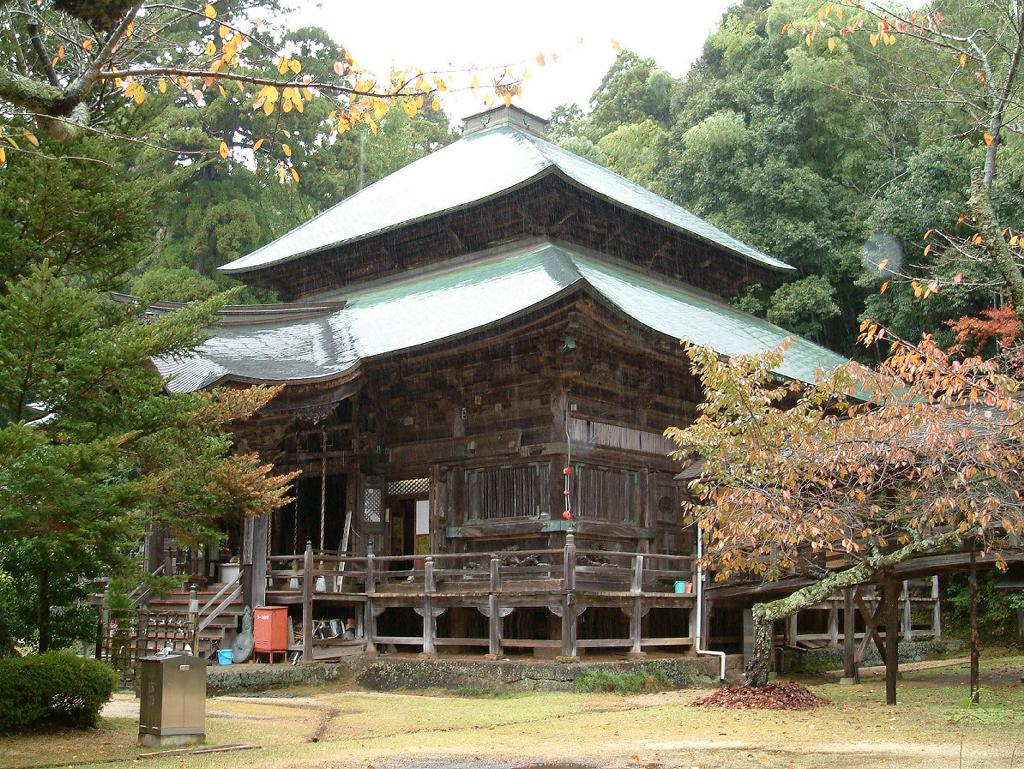
松尾寺（29番）
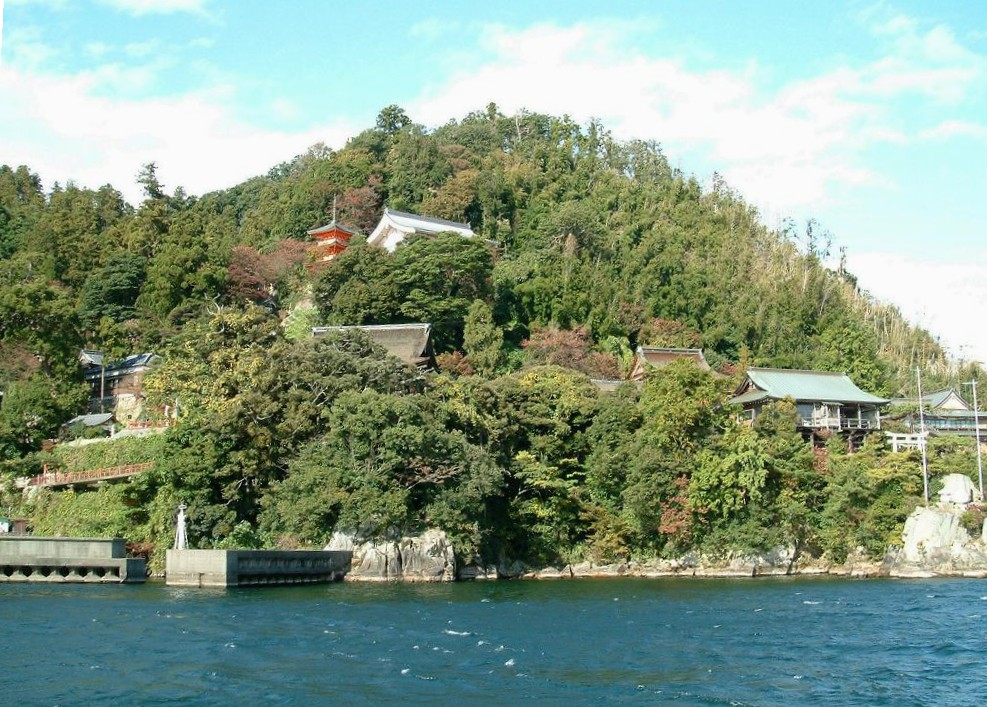
宝厳寺（30番）
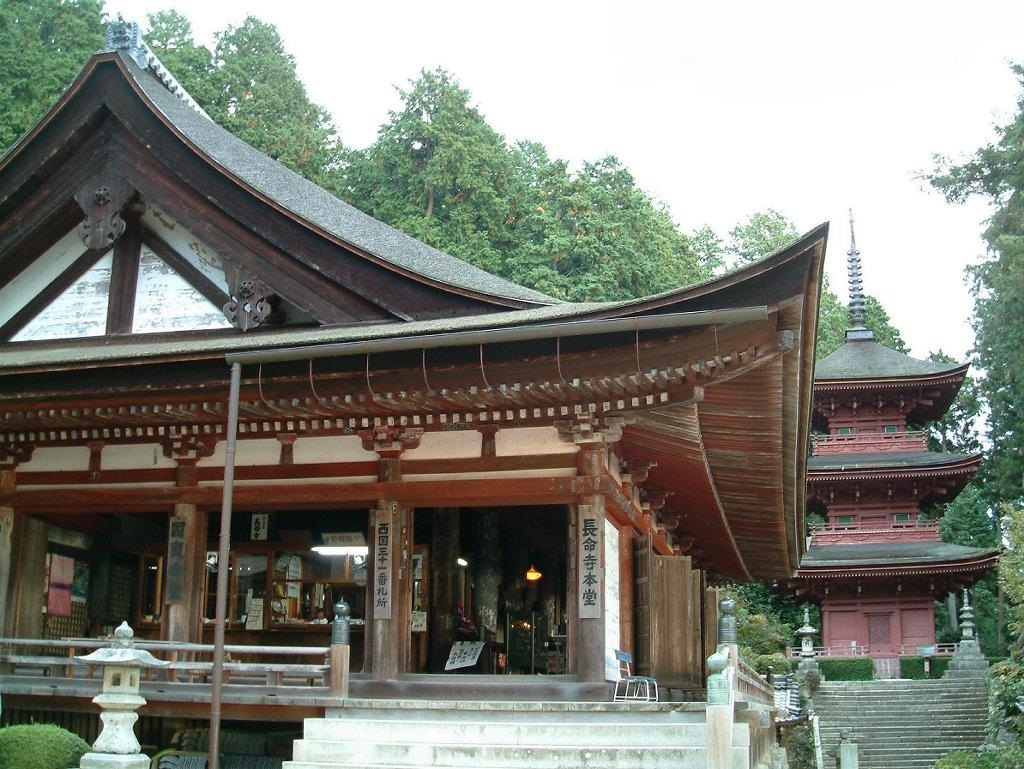
長命寺（31番）
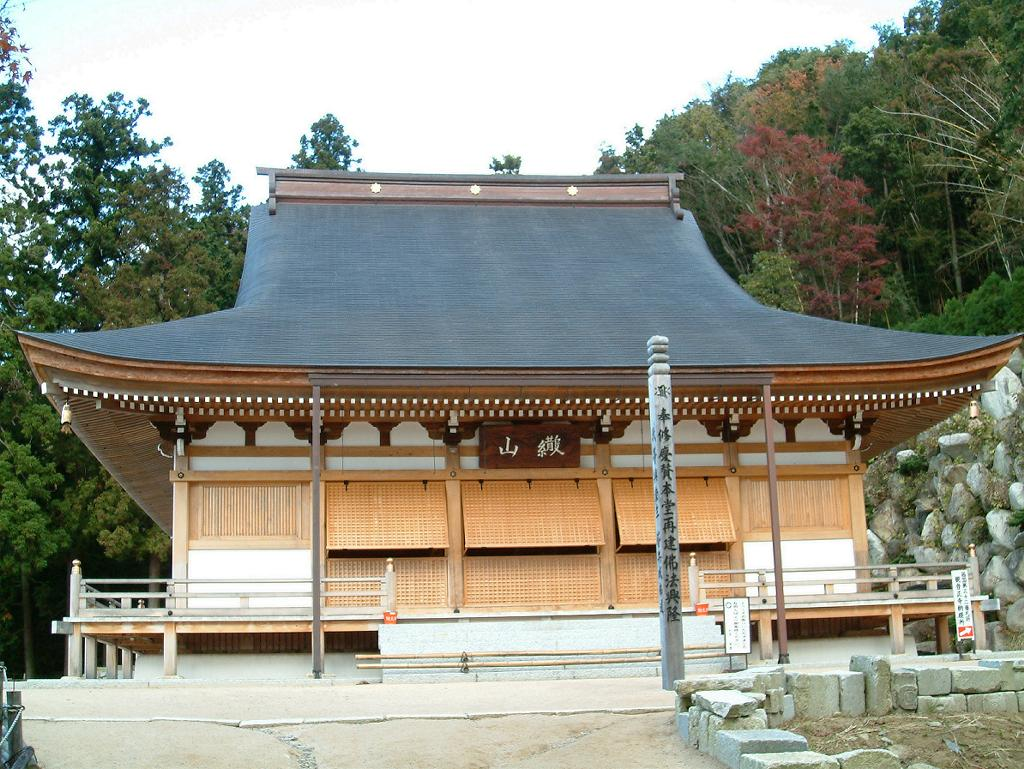
観音正寺（32番）
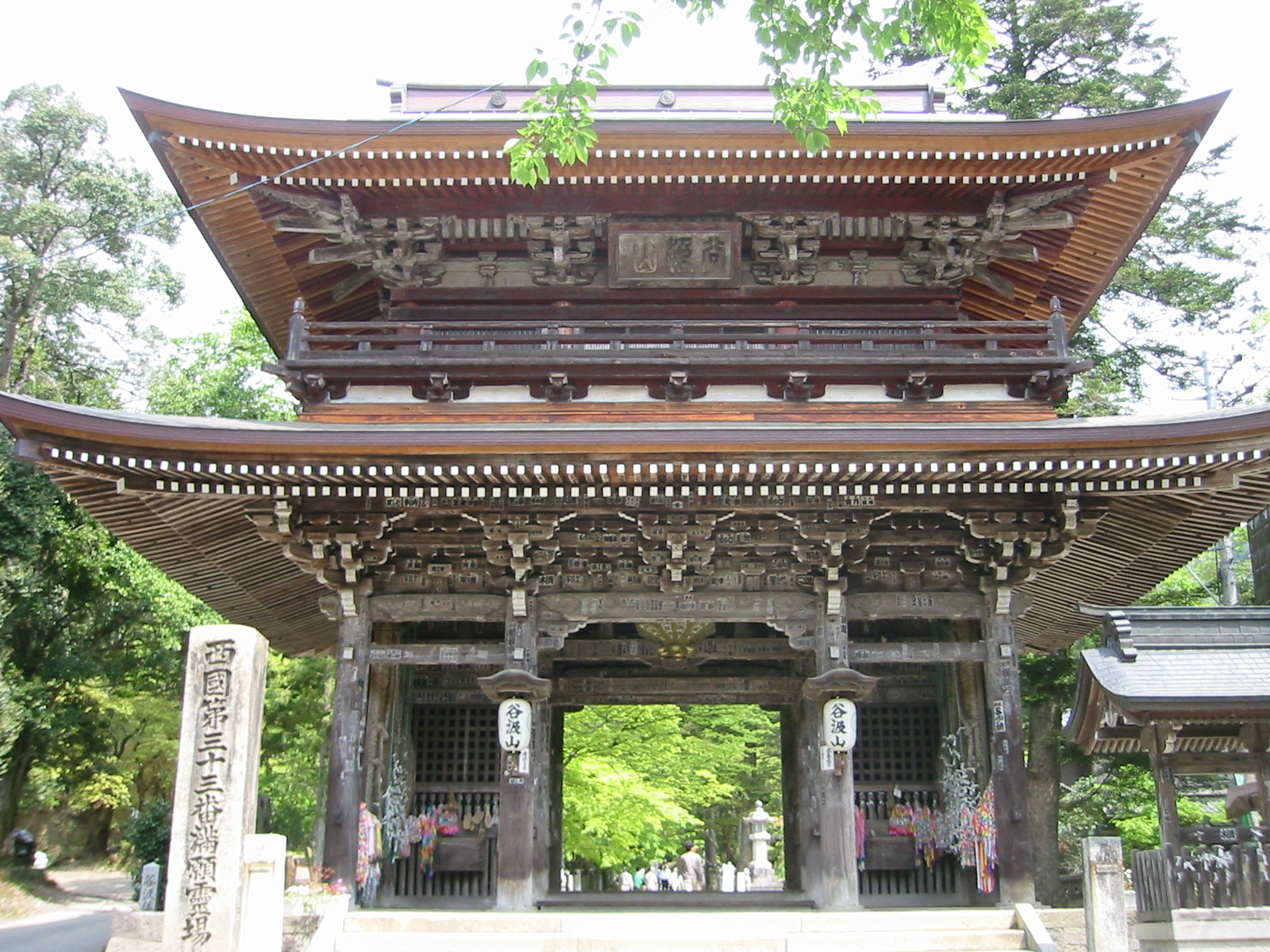
華厳寺（33番）

## 先達

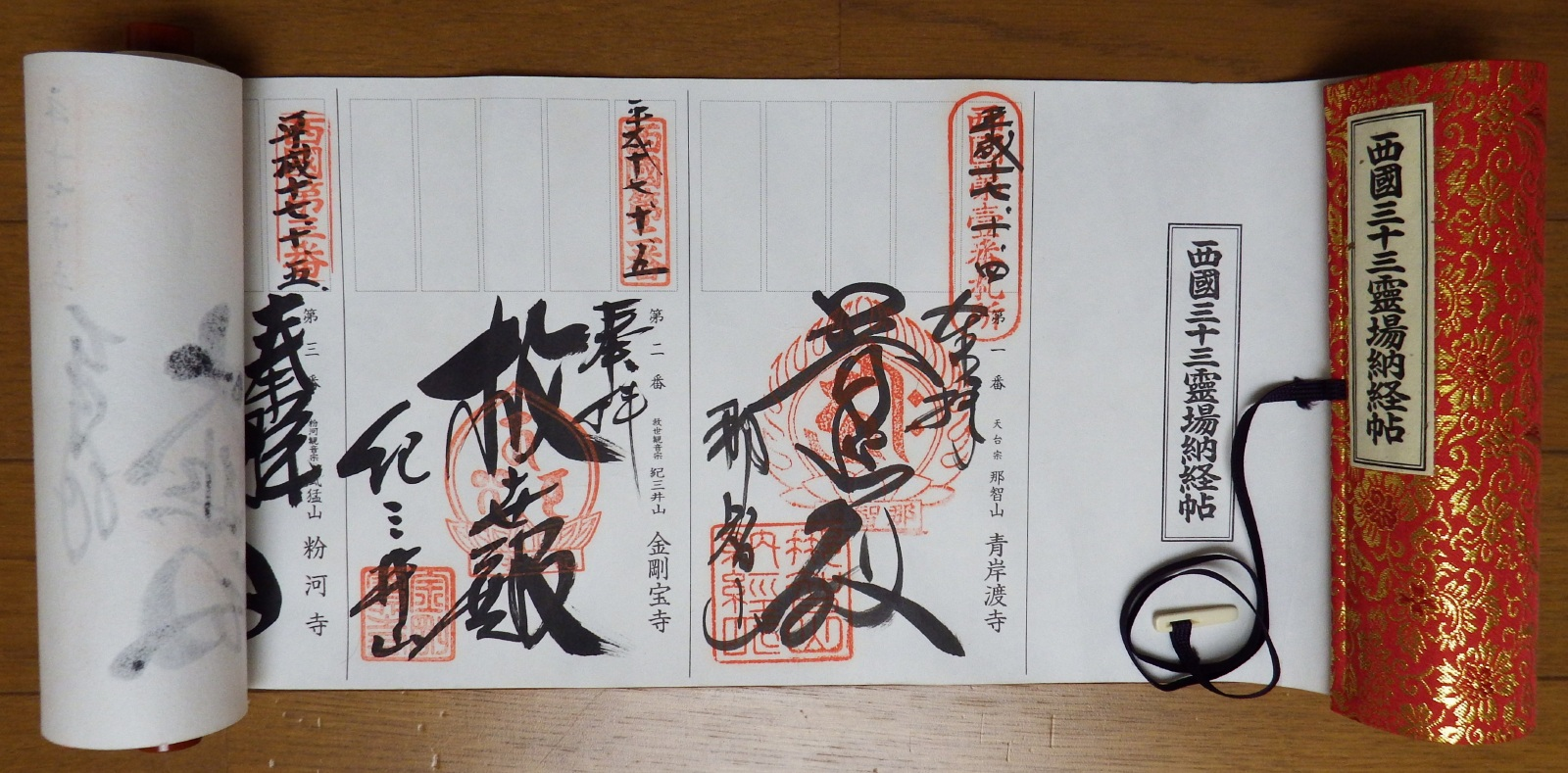
先達用の軸装納経帳

当霊場には先達になる制度があり、札所会による現在の統一的な制度ができたのは2004年である。先達の称号は、先達、中先達、大先達、特任先達、特任権中先達、特任中先達、特任権大先達、特任大先達の8階級ある。一度巡拝し申し込むと新先達、先達になって2回巡拝で中先達、中先達で3回巡拝で大先達、大先達で5回巡拝で特任先達に、その後は、6回巡拝するごとに、特任権中・特任中・特任権大・特任大先達となる。なお、経年制限がないので巡拝するほどに昇進できる。そして、特任大先達よりさらに上の階級である喜達特任大先達、真達特任大先達、普明特任大先達、妙寿特任大先達の4階級を新設し33回巡拝するごとに一階級ずつ昇進する制度が2020年創設された。2021年12月時点での有効先達数は13,722人（男7,810人 女5,912人）で、新規先達は2018年1,389人、2019年1,400人、2020年は1,206人、2021年は947人である。

## その他

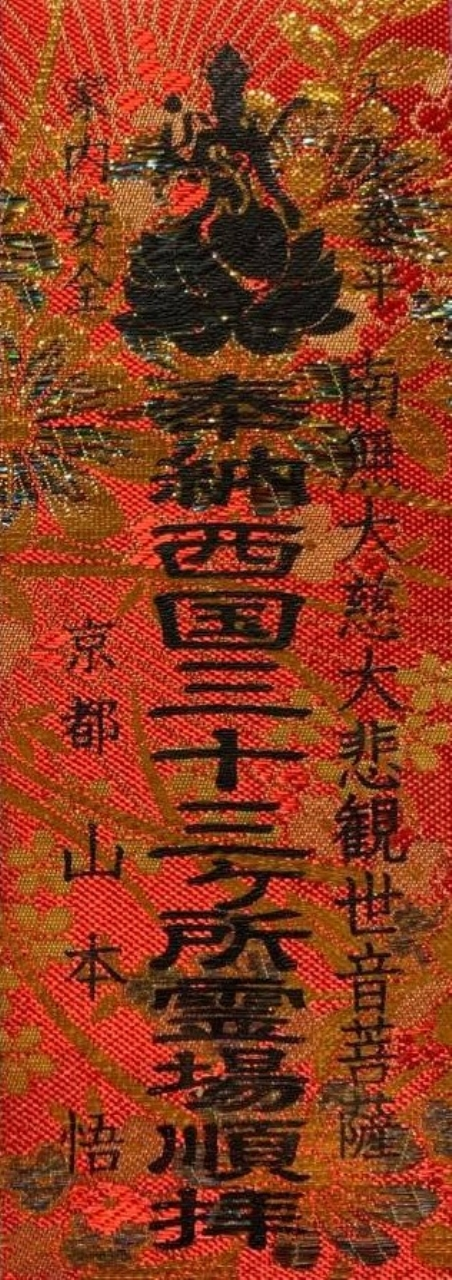
錦の納札

- 満願霊場である谷汲山華厳寺の谷汲門前街並みづくり協議会マスコットキャラクター「いのりちゃん」が三十三所全霊場を巡り、満願により、三十三所札所会によって特命先達に任命されている。
- 先達会が毎年一度秋ごろ大阪新阪急ホテルで行われている。2019年10月27日行われた会で最高位の特任大先達に14名昇補し、これで75名になった。
- 当霊場の納札は白札のみであったが、最近になって四国八十八箇所と同じ巡拝回数の規定で色札を作って巡拝する者が出てきた。そして、2020年12月に100回巡拝を達成した者が錦の納札を作成している。